# باشگاه فوتبال استقلال تهران در فصل ۰۲–۱۴۰۱
فصل ۰۲–۱۴۰۱، پنجاه و سومین فصل حضور استقلال در لیگ فوتبال ایران و بیست و دومین فصل حضور باشگاه در لیگ برتر فوتبال ایران است. استقلال علاوه بر لیگ داخلی در رقابت‌های این فصل جام حذفی و سوپر جام نیز شرکت می‌کند. همچنین تیم فوتبال استقلال تهران امسال به عنوان مدافع عنوان قهرمانی لیگ برتر اقدام به رقابت با سایر تیم‌ها می‌پردازد. 
استقلال تهران با توجه به قهرمانی در لیگ برتر ۰۱–۱۴۰۰، مقابل قهرمان جام حذفی یعنی نساجی مازندران صف‌آرایی کرد و در پایان با گلزنی امیرارسلان مطهری به پیروزی و کسب جام رسید. این اولین، سوپرجام تاریخچه استقلال بود
استقلال در آن فصل بازیهای جذابی به نمایش میگذاشت و بسیار هجومی بازی میکرد و با حضور 
مهدی قایدی و محمد محبی یکه تازی را در ایران میکرد.

## پیش‌فصل

### خرداد
در ۱۱ خرداد ۱۴۰۱، رودی ژستد مهاجم بنینی استقلال طی توافق با باشگاه از این تیم جدا شد. گفته شده سال دوم قرارداد ژستد مشروط بوده و به شرط رضایت باشگاه و با توجه به عملکرد نه چندان جالب ژستد در فصل پیش (۳ گل در ۲۳ بازی) این بازیکن از باشگاه استقلال جدا شد. در ۱۲ خرداد، فرهاد مجیدی سرمربی موفق فصل گذشته آبی‌ها طی یک اقدام غیرمنتظره از هدایت استقلال در فصل پیش‌رو کناره‌گیری و استعفا داد. مدیریت باشگاه نیز که موفق به برگرداندن نظر مجیدی نیز نشده بودند با جدایی او موافقت کردند. مجیدی سپس هدایت الاتحاد کلبا را بر عهده گرفت.

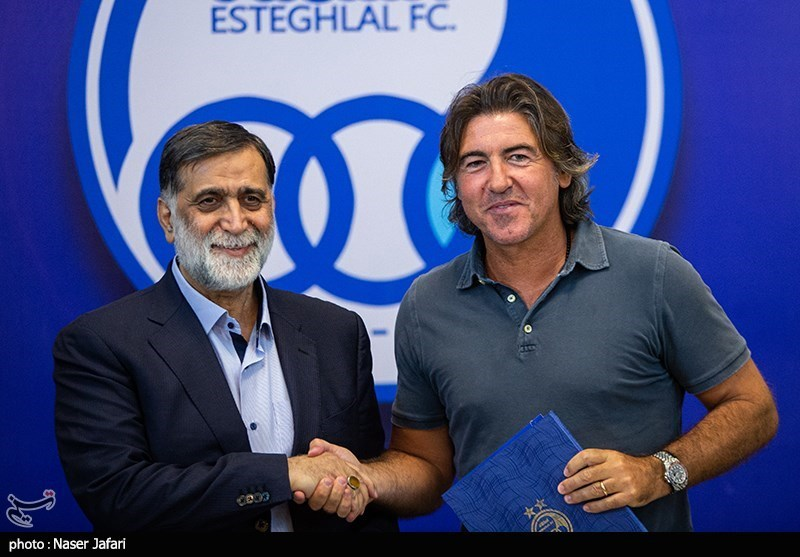
مراسم امضای قرارداد و معارفه ریکاردو سا پینتو

داستان انتخاب سرمربی باشگاه استقلال کش و قوس‌های فراوانی داشت. ابتدا پس از استعفای مجیدی نامهایی چون رزوان لوچسکو یا آندره‌آ استراماچونی منتشر شد که پس از مدتی توسط باشگاه تکذیب شدند اما سپس مدیران استقلال به سراغ جواد نکونام رفتند و این مربی نیز شرایط حضور خود در تیم آبی‌پوش پایتخت را نامناسب می‌دید و پیشنهاد مصطفی آجورلو را رد کرد. سپس باشگاه مذاکراتی با ژوزه مورایس داشت و بعدها از نام الکساندر نوری به عنوان سرمربی جدید استقلال نام برده می‌شد که هر دو به علت رقم درخواستی بالا حضورشان در نیمکت استقلال منتفی شد. به همین دلیل هواداران استقلال در اعتراض به شرایط نامشخص سرمربی باشگاه، در جلوی ساختمان باشگاه در تاریخ ۲۶ خرداد تجمعی برگزار کردند و درخواست‌های خود را به گوش مدیریت مربوطه رساندند. پس از کش و قوس‌های فراوان سرانجام در آخرین روز ماه خرداد، مدیران باشگاه استقلال با ریکاردو ساپینتو برای سرمربی گری این تیم به توافق رسیدند تا در فصل جاری هدایت آبی‌پوشان را بر عهده بگیرد. در ۲۷ خرداد نیز گابریله پین و صالح مصطفوی پس از کناره‌گیری مجیدی از هدایت استقلال، اعلام جدایی کردند و در ادامه به کادر مجیدی در اتحاد کلبا ملحق شدند.

### تیر
در عصر ۱ تیر، طی مراسمی باشکوه سرمربی جدید استقلال یعنی ریکاردو ساپینتو معارفه شد و قرارداد وی نیز امضاء گردید. سا پینتو سابقه مربیگری در اسپورتینگ، براگا، استاندارد لیژ، لگیا ورشو و موریرنزه را در کارنامه خویش دارد. پس از پایان مراسم، مدیرعامل باشگاه آقای آجورلو از قراردادهای اقتصادی باشگاه صحبت کرد. وی افزود که باشگاه بزرگ استقلال در حال ساخت یک استادیوم اختصاصی می‌باشد و در حال حاضر شبکه تلویزیونی استقلال به صورت آزمایشی راه‌اندازی شده‌است. همچنین مدیریت باشگاه اعلام کرد که در فصل ۰۲–۱۴۰۱ برند یوسف جامه اسپانسرینگ البسه استقلال را بر عهده خواهد داشت. استقلال نقل و انتقالات را دیرتر از رقبا شروع کرده بود. در ۵ تیر ۱۴۰۱ اول خرید استقلال در نقل و انتقالات، یعنی سجاد شهباززاده به صورت رسمی رقم خورد و این بازیکن با امضای قراردادی به عضویت باشگاه درآمد. همچنین در بامداد سه‌شنبه ۷ تیر، امید حامدی‌فر با عقد قراردادی ۲ ساله به استقلال پیوست. این بازیکن جوان صنعت نفت دومین خرید آبی‌پوشان بود. در ۶ تیر، محمد دانشگر دومین خروجی باشگاه بود. وی با قراردادی سه ساله به سپاهان پیوست. در ۷ تیر آرمان رمضانی مهاجم تیم فوتبال استقلال قرارداد خود را دو فصل دیگر با باشگاه تمدید کرد. مهدی مهدی‌پور که قراردادش به پایان رسیده بود، در همان روز قرارداد خود را دو سال دیگر تمدید کرد و تا سال ۱۴۰۳ در باشگاه استقلال ماندنی شد. در ۸ تیر روزبه چشمی بازیکن با تجربه استقلال با پایان قرارداد و مذاکراتی که با باشگاه داشت، تصمیم گرفت قرارداد خود را دو فصل دیگر تمدید کند. همچنین در بامداد ۹ تیر، محمدحسین زواری بازیکن جوان نفت آبادان با قراردادی رسماً به استقلال پیوست. در ۱۰ تیر، رضا میرزایی به جمع شاگردان ساپینتو پیوست. سه روز بعد، رافائل سیلوا مدافع باتجربه خارجی استقلال قرارداد خود را دو فصل دیگر تمدید کرد تا استقلال یکی از مهره‌های تأثیر گذار خود را حفظ کرده باشد. در ۱۵ تیر نیز استقلال برای جایگزینی محمد دانشگر، سیدمحمد حسینی مدافع هوادار را به خدمت گرفت. در همان روز، رضا آذری قرارداد خود را دو فصل دیگر تمدید کرد و سبحان خاقانی نیز ۱ سال دیگر بر مدت قرارداد خود طی توافق با باشگاه، افزود. روز بعد، زبیر نیک‌نفس برسر تمدید قرارداد با باشگاه به توافق رسید و سعید مهری علی‌رغم داشتن قرارداد، ۱ فصل تمدید کرد. در طی همان روز، وریا غفوری کاپیتان محبوب استقلال پس از ۶ سال حضور در جمع آبی‌پوشان با انتشار یک پست اینستاگرامی از هواداران استقلال خداحافظی کرد. گفته شده به دلیل مسائل سیاسی غفوری حق بازی در ایران را ندارد و به همین دلیل مدیریت استقلال نتوانست قرارداد او را تمدید کند. در ۱۸ تیر، پیمان بابایی با عقد قراردادی ۲ ساله و مشروط رسماً به باشگاه استقلال ملحق شد. همان روز، تمرینات استقلال زیر نظر ساپینتو و با شرکت تمامی بازیکنان تحت قرارداد آغاز گردید. در روز ۲۳ تیر، محمدحسین مرادمند مدافع مستحکم آبی‌ها که در نیم‌فصل گذشته به خدمت سربازی اعزام شده بود و در ملوان توپ میزد، با پایان خدمتش به استقلال برگشت و به تمرینات تیم اضافه شد. همان روز یک بازی تدارکاتی درون تیمی نیز برگزار شد. در ۲۴ تیر ۱۴۰۱، عارف غلامی طی توافق با دکتر مصطفی آجورلو، قرارداد خود را با باشگاه استقلال تمدید کرد و فصل جاری نیز در جمع آبی‌پوشان ماندنی شد. همان روز قرارداد کادر فنی استقلال امضاء شد و سینا سعیدی‌فر دروازه‌بان جوان استقلال هم قرارداد خود را تمدید کرد. اعضای تیم استقلال در ادامه به ترکیه سفر کردند و در قالب یک اردوی دو هفته‌ای به تمرین و برگزاری بازی تدارکاتی پرداختند. امیرحسین حسین‌زاده هافبک جوان استقلال در ۳۰ تیر ۱۴۰۱ با انتشار پست خداحافظی از تیم استقلال جدا شد. در همان تاریخ، باشگاه استقلال از هفتمین خرید تابستانی خود رونمایی کرد و کاوه رضایی بازیکنی که سابقه پوشیدن پیراهن آبی را دارد با عقد قراردادی رسما برای بار دوم به استقلال پیوست.

### مرداد
آرش رضاوند در ۱۹ مرداد قرارداد خود را تمدید کرد. یک روز بعد باشگاه استقلال پیوستن محمد محبی به استقلال را اعلام کرد. سپس با توافق باشگاه استقلال و شباب الاهلی، مهدی قایدی با انتقالی قرضی و با بند خرید دائمی به استقلال پیوست. در ۲۴ مرداد ۱۴۰۱ قرارداد محبی و قایدی به صورت رسمی امضاء گردید. همچنین قرارداد محمدحسین مرادمند نیز تمدید شد. در همین روز، سیاوش یزدانی با پایان خدمت سربازی، از باشگاه ملوان جدا و در ادامه طی یک جلسه با اجورلو دوباره به استقلال برگشت و به همراه مهدی قایدی به تمرینات تیم ملحق شد.

## بازیکنان
بروزرسانی در ۷ بهمن ۱۴۰۱ 
| ش.          | بازیکن           | ملی.        | پست          | تاریخ تولد (سن)           | باشگاه قبلی      | سال ورود    | پایان قرارداد |
| دروازه‌بانان | دروازه‌بانان      | دروازه‌بانان | دروازه‌بانان  | دروازه‌بانان               | دروازه‌بانان      | دروازه‌بانان | دروازه‌بانان   |
| ----------- | ---------------- | ----------- | ------------ | ------------------------- | ---------------- | ----------- | ------------- |
| ۱           | حسین حسینی       | ایران       | GK           | ۹ تیر ۱۳۷۱ (۳۰ سال)       | ملوان بندر انزلی | ۱۳۹۱        | ۱۴۰۲          |
| ۹۰          | سینا سعیدی‌فر     | ایران       | GK           | ۲۳ فروردین ۱۳۸۰ (۲۱ سال)  | تیم جوانان       | ۱۳۹۹        | ۱۴۰۴          |
| ۹۸          | علیرضا رضایی     | ایران       | GK           | ۲۰ آذر ۱۳۷۸ (۲۲ سال)      | پیکان            | ۱۴۰۰        | ۱۴۰۲          |
| مدافعان     |                  |             |              |                           |                  |             |               |
| ۲           | صالح حردانی      | ایران       | RB / RM      | ۵ دی ۱۳۷۷ (۲۳ سال)        | فولاد خوزستان    | ۱۴۰۰        | ۱۴۰۳          |
| ۳           | محمدحسین مرادمند | ایران       | CB           | ۱ تیر ۱۳۷۲ (۲۹ سال)       | شهر خودرو        | ۱۳۹۹        | ۱۴۰۲          |
| ۴           | روزبه چشمی       | ایران       | CB / DM / CM | ۳ تیر ۱۳۷۲ (۲۹ سال)       | ام صلال          | ۱۴۰۰        | ۱۴۰۳          |
| ۵           | عارف غلامی       | ایران       | CB / RB      | ۳۰ فروردین ۱۳۷۶ (۲۵ سال)  | فولاد خوزستان    | ۱۳۹۸        | ۱۴۰۲          |
| ۳۳          | ابوالفضل جلالی   | ایران       | LB / CB / LM | ۵ تیر ۱۳۷۷ (۲۴ سال)       | سایپا            | ۱۴۰۰        | ۱۴۰۲          |
| ۵۵          | رافائل سیلوا     | برزیل       | CB           | ۲۰ آوریل ۱۹۹۲ (سن ۳۰ سال) | الفیصلی          | ۱۴۰۰        | ۱۴۰۳          |
| هافبک‌ها     |                  |             |              |                           |                  |             |               |
| ۸           | سعید مهری        | ایران       | CM / AM / DM | ۲۵ شهریور ۱۳۷۴ (۲۶ سال)   | تراکتور          | ۱۳۹۹        | ۱۴۰۳          |
| ۹           | مهدی مهدی‌پور     | ایران       | CM / DM / AM | ۲۹ بهمن ۱۳۷۲ (۲۸ سال)     | ذوب‌آهن           | ۱۳۹۹        | ۱۴۰۳          |
| ۱۴          | زبیر نیک‌نفس      | ایران       | DM / CM      | ۲۳ فروردین ۱۳۷۲ (۲۹ سال)  | فولاد خوزستان    | ۱۴۰۰        | ۱۴۰۳          |
| ۱۷          | جعفر سلمانی      | ایران       | LW / LB      | ۲۳ دی ۱۳۷۵ (۲۵ سال)       | پورتیموننزه      | ۱۴۰۰        | ۱۴۰۲          |
| ۱۹          | رضا میرزایی      | ایران       | RW / RB      | ۲۶ فروردین ۱۳۷۵ (۲۶ سال)  | سپاهان           | ۱۴۰۱        | ۱۴۰۳          |
| ۲۶          | امید حامدی‌فر     | ایران       | DM / CB      | ۲۹ مرداد ۱۳۷۹ (۲۱ سال)    | صنعت نفت         | ۱۴۰۱        | ۱۴۰۳          |
| ۷۹          | سبحان خاقانی     | ایران       | RW / RB      | ۷ بهمن ۱۳۷۸ (۲۲ سال)      | تراکتور          | ۱۳۹۹        | ۱۴۰۴          |
| ۸۰          | محمدحسین زواری   | ایران       | CM / AM      | ۲۲ دی ۱۳۷۹ (۲۱ سال)       | صنعت نفت         | ۱۴۰۱        | ۱۴۰۳          |
| ۸۸          | آرش رضاوند       | ایران       | CM / DM / AM | ۱۳ مهر ۱۳۷۲ (۲۸ سال)      | سایپا            | ۱۳۹۸        | ۱۴۰۳          |
| ۹۹          | امیرعلی صادقی    | ایران       | LW / AM      | ۲۱ بهمن ۱۳۷۹ (۲۱ سال)     | سایپا            | ۱۴۰۰        | ۱۴۰۳          |
| مهاجمان     |                  |             |              |                           |                  |             |               |
| ۱۰          | سجاد شهباززاده   | ایران       | CF / LW / AM | ۳ بهمن ۱۳۶۸ (۳۲ سال)      | سپاهان           | ۱۴۰۱        | ۱۴۰۳          |
| ۱۱          | کوین یامگا       | فرانسه      | RW / CF / RB | ۷ سپتامبر ۱۹۹۶ ‏(۲۵ سال)   | وایله            | ۱۴۰۰        | ۱۴۰۲          |
| ۱۸          | پیمان بابایی     | ایران       | CF / LW / RW | ۲۵ بهمن ۱۳۷۲ ‏(۲۸ سال)     | تراکتور          | ۱۴۰۱        | ۱۴۰۲          |
| ۲۰          | مهدی قایدی       | ایران       | CF / LW / RW | ۱۴ آذر ۱۳۷۷ (۲۳ سال)      | شباب الاهلی      | ۱۴۰۱        | ۱۴۰۲          |
| ۲۳          | آرمان رمضانی     | ایران       | CF           | ۱ تیر ۱۳۷۱ ‏(۳۰ سال)       | پرسپولیس         | ۱۳۹۹        | ۱۴۰۲          |
| ۷۲          | امیرارسلان مطهری | ایران       | CF / LW / RW | ۱۹ اسفند ۱۳۷۱ (۲۹ سال)    | ذوب‌آهن           | ۱۳۹۸        | ۱۴۰۳          |
| ۷۷          | محمد محبی        | ایران       | LW / RW      | ۲۹ آذر ۱۳۷۷ (۲۳ سال)      | سانتا کلارا      | ۱۴۰۱        | ۱۴۰۲          |

### تمدید قرارداد
| اسم              | مدت تمدید | میزان تمدید | منبع   |
| ---------------- | --------- | ----------- | ------ |
| آرمان رمضانی     | ۲ سال     | ۱۴۰۳        | [ ۴۴ ] |
| مهدی مهدی‌پور     | ۲ سال     | ۱۴۰۳        | [ ۴۵ ] |
| روزبه چشمی       | ۲ سال     | ۱۴۰۳        | [ ۴۶ ] |
| ارسلان مطهری     | ۱ سال     | ۱۴۰۳        | [ ۴۷ ] |
| رافائل سیلوا     | ۲ سال     | ۱۴۰۳        | [ ۴۸ ] |
| سبحان خاقانی     | ۱ سال     | ۱۴۰۵        | [ ۴۹ ] |
| زبیر نیک‌نفس      | ۱ سال     | ۱۴۰۳        | [ ۵۰ ] |
| سعید مهری        | ۱ سال     | ۱۴۰۳        | [ ۵۱ ] |
| عارف غلامی       | ۱ سال     | ۱۴۰۲        | [ ۵۲ ] |
| سینا سعیدی‌فر     | ۳ سال     | ۱۴۰۶        | [ ۵۳ ] |
| آرش رضاوند       | ۲ سال     | ۱۴۰۳        | [ ۵۴ ] |
| محمدحسین مرادمند | ۱ سال     | ۱۴۰۲        | [ ۵۵ ] |

## اعضای باشگاه

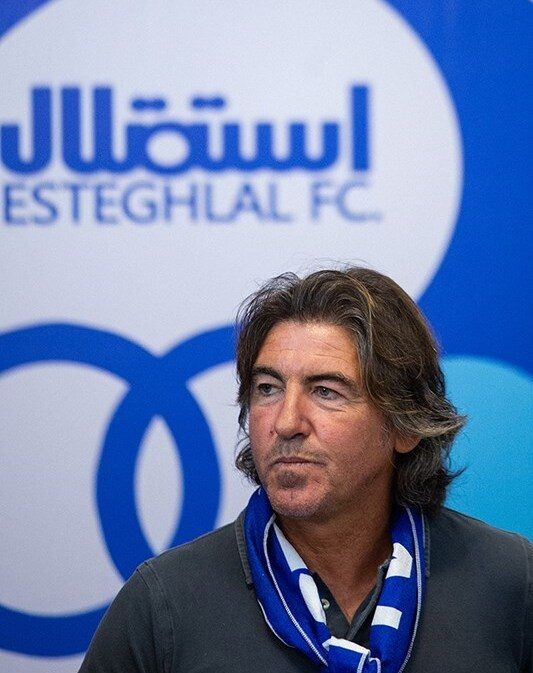
ریکاردو سا پینتو سرمربی اسبق باشگاه

### مقامات باشگاه
| سمت                    | نام                                |
| ---------------------- | ---------------------------------- |
| مدیرعامل موقت (سرپرست) | سید حجت کریمی                      |
| اعضای هیئت مدیره       | پرویز مظلومی مهدی افضلی محمد مؤمنی |
| معاون اجرایی           | امیر سلطانی                        |
| معاون اقتصادی          | محمد باقر بیات                     |
| معاون حقوقی            | فرشید سمیعی                        |
| معاون ورزشی            | سعید فتاحی                         |
| معاون بین‌الملل         | حامد افضلی                         |
| مشاور ورزشی            | میثم منیعی                         |
| رئیس آکادمی فوتبال     | آرش برهانی                         |

### کادر فنی
تا تاریخ ۲۷ اسفند ۱۴۰۱
| پست               | نام                  |
| ----------------- | -------------------- |
| سرمربی            | ریکاردو سا پینتو     |
| کمک مربی          | روی موتا             |
| دستیار سرمربی     | خسرو حیدری           |
| مربی بدنساز       | پائولو میگوئل سانتوس |
| مربی دروازه‌بانان  | بهزاد غلامپور        |
| دستیار / آنالیزور | ژوآئو آبرئو          |
| آنالیزور          | علی بنی شیخ الاسلامی |
| مترجم             | فرزاد نادری          |
| مدیر رسانه        | محمدحسین زرندی       |
| سرپرست تیم        | بیژن طاهری           |

### کادر پزشکی
| پست          | نام             |
| ------------ | --------------- |
| پزشک         | دکتر محمد آبادی |
| فیزیوتراپیست | شاهد عریانی     |

### آکادمی
| پست                | نام            |
| ------------------ | -------------- |
| مربی تیم امید      | آرش برهانی     |
| مربی جوانان        | سیاوش اکبرپور  |
| مربی نوجوانان      | سبو شهبازیان   |
| مربی نونهالان      | امین منوچهری   |
| مسئول مدارس فوتبال | مهدی امیرآبادی |

## نقل و انتقالات

### ورودی

#### به صورت قطعی
| تاریخ       | پست     | بازیکن         | سن      | انتقال از | مدت قرارداد | یادداشت        | منبع    |
| تابستان     | تابستان | تابستان        | تابستان | تابستان   | تابستان     | تابستان        | تابستان |
| ----------- | ------- | -------------- | ------- | --------- | ----------- | -------------- | ------- |
| ۵ تیر ۱۴۰۱  | مهاجم   | سجاد شهباززاده | ۳۲      | سپاهان    | ۲ ساله      | به صورت رایگان | [ ۶۱ ]  |
| ۷ تیر ۱۴۰۱  | هافبک   | امید حامدی‌فر   | ۲۱      | صنعت نفت  | ۲ ساله      | به صورت رایگان | [ ۶۲ ]  |
| ۸ تیر ۱۴۰۱  | هافبک   | محمدحسین زواری | ۲۱      | صنعت نفت  | ۲ ساله      | قرارداد مشروط  | [ ۶۳ ]  |
| ۱۰ تیر ۱۴۰۱ | هافبک   | رضا میرزایی    | ۲۶      | سپاهان    | ۲ ساله      | به صورت رایگان | [ ۶۴ ]  |
| ۱۸ تیر ۱۴۰۱ | مهاجم   | پیمان بابایی   | ۲۸      | تراکتور   | ۲ ساله      | قرارداد مشروط  | [ ۶۵ ]  |

#### به صورت قرضی
| تاریخ         | پست     | بازیکن     | سن      | انتقال از   | مدت قرارداد | یادداشت                                    | منبع                 |
| تابستان       | تابستان | تابستان    | تابستان | تابستان     | تابستان     | تابستان                                    | تابستان              |
| ------------- | ------- | ---------- | ------- | ----------- | ----------- | ------------------------------------------ | -------------------- |
| ۲۴ مرداد ۱۴۰۱ | مهاجم   | محمد محبی  | ۲۴      | سانتاکلارا  | ۱ ساله      | ۲۰۰ هزار دلار رضایتنامه                    | [ ۶۶ ] [ ۶۷ ]        |
| ۲۴ مرداد ۱۴۰۱ | مهاجم   | مهدی قایدی | ۲۳      | شباب الاهلی | ۱ ساله      | ۶۰۰ هزار دلار رضایتنامه، با بند خرید دائمی | [ ۶۸ ] [ ۶۹ ] [ ۷۰ ] |

#### پایان قرض
| تاریخ         | پست     | بازیکن           | سن      | انتقال از | یادداشت           | منبع          |
| تابستان       | تابستان | تابستان          | تابستان | تابستان   | تابستان           | تابستان       |
| ------------- | ------- | ---------------- | ------- | --------- | ----------------- | ------------- |
| ۲۳ خرداد ۱۴۰۱ | هافبک   | آرش رضاوند       | ۲۸      | فولاد     | بازگشت از قرض     | [ ۷۱ ] [ ۷۲ ] |
| ۲۳ تیر ۱۴۰۱   | مدافع   | محمدحسین مرادمند | ۲۹      | ملوان     | پایان خدمت سربازی | [ ۷۳ ]        |
| ۲۴ مرداد ۱۴۰۱ | مدافع   | سیاوش یزدانی     | ۳۰      | ملوان     | پایان خدمت سربازی | [ ۷۴ ]        |

### خروجی
| تاریخ         | پست     | بازیکن            | سن      | انتقال به      | یادداشت                           | منبع          |
| تابستان       | تابستان | تابستان           | تابستان | تابستان        | تابستان                           | تابستان       |
| ------------- | ------- | ----------------- | ------- | -------------- | --------------------------------- | ------------- |
| ۱۱ خرداد ۱۴۰۱ | مهاجم   | رودی ژستد         | ۳۳      | بازیکن آزاد    | جدایی به صورت توافقی              | [ ۷۵ ]        |
| ۶ تیر ۱۴۰۱    | مدافع   | محمد دانشگر       | ۲۸      | سپاهان         | پایان قرارداد                     | [ ۷۶ ] [ ۷۷ ] |
| ۲۵ تیر ۱۴۰۱   | هافبک   | عرفان باقری       | ۱۸      | آکادمی استقلال | انتقال به لیست امید               | [ ۷۸ ]        |
| ۲۸ تیر ۱۴۰۱   | هافبک   | علیرضا خدابخشی    | ۲۱      | هوادار         | فسخ قرارداد                       | [ ۷۹ ]        |
| ۳۰ تیر ۱۴۰۱   | مهاجم   | زکریا مرادی       | ۲۳      | چوکای تالش     | فسخ قرارداد                       | [ ۸۰ ]        |
| ۳۰ تیر ۱۴۰۱   | مهاجم   | فردین رابط        | ۲۰      | دالکورد        | فسخ قرارداد                       | [ ۸۱ ]        |
| ۳۰ تیر ۱۴۰۱   | مهاجم   | امیرحسین حسین‌زاده | ۲۲      | شارلوا         | ۲۵۰ هزار دلار رضایتنامه           | [ ۸۲ ]        |
| ۳ مرداد ۱۴۰۱  | مدافع   | متین کریم‌زاده     | ۲۴      | نساجی          | دائمی کردن انتقال پس از پایان قرض | [ ۸۳ ]        |
| ۳ مرداد ۱۴۰۱  | هافبک   | امیرحسین خدامرادی | ۲۱      | هوادار         | دائمی کردن انتقال پس از پایان قرض | [ ۸۴ ]        |
| ۴ مرداد ۱۴۰۱  | مهاجم   | امین قاسمی‌نژاد    | ۳۶      | گل‌گهر          | دائمی کردن انتقال پس از پایان قرض | [ ۸۵ ]        |
| ۴ مرداد ۱۴۰۱  | مدافع   | محمدجواد به‌آفرین  | ۲۳      | چوکای تالش     | لیست مازاد                        | [ ۸۶ ]        |
| ۷ مرداد ۱۴۰۱  | مدافع   | وریا غفوری        | ۳۴      | فولاد          | پایان قرارداد                     | [ ۸۷ ] [ ۸۸ ] |
| ۲۹ مرداد ۱۴۰۱ | مدافع   | سیدمحمد حسینی     | ۲۷      | تراکتور        | لیست مازاد                        | [ ۸۹ ]        |
| زمستان        |         |                   |         |                |                                   |               |
| ۶ بهمن ۱۴۰۱   | مدافع   | سیاوش یزدانی      | ۳۰      | سپاهان         | فسخ یک طرفه از سوی باشگاه         | [ ۹۰ ]        |
| ۲۰ بهمن ۱۴۰۱  | هافبک   | عزیزبک امانوف     | ۲۵      | نسف‌قرشی        | فسخ قرارداد                       | [ ۹۱ ]        |

## بازی‌های دوستانه
در ۲۵ تیر ۱۴۰۱، اعضای تیم فوتبال استقلال تهران در قالب یک اردوی آماده‌سازی ده روزه در خارج از کشور و در کشور ترکیه و شهر آنکارا سفر کردند. در طی همین اردوی آماده‌سازی که بازیکنان استقلال با بهترین امکانات تمرینات پیش‌فصل خود را می‌گذراندند، دو بازی تدارکاتی با دو تیم ترکیه‌ای نیز در نظر گرفته شد. پس از بازگشت کاروان استقلال از ترکیه، شاگردان ساپینتو در تهران به مصاف یک تیم لیگ دویی و یک تیم لیگ برتری رفتند.
| ۳۰ تیر ۱۴۰۱ دوستانه ۱                    | استقلال | ۰–۰       | گنچلربیر | آنکارا |
| ۱۸:۳۰ IRST (یوتی‌سی ۴:۳۰+)                |         | ایسنا مهر |          |        |
| یادداشت: بازی با نیم ساعت تاخیر آغاز شد. |         |           |          |        |

| ۱ مرداد ۱۴۰۱ دوستانه ۲                                                                                     | استقلال            | ۲–۰         | فاتح کاراگومروک | آنکارا |
| ۱۶:۰۰ TRT (یوتی‌سی ۳:۰۰+)                                                                                   | ا.صادقی ۷۷'، ۹۰' · | ورزش سه مهر |                 |        |
| یادداشت: هدایت تیم فاتح کاراگومروک بر عهده آندره‌آ پیرلو می‌باشد. بازی به وقت ایران در ساعت ۱۷:۳۰ برگزار شد. |                    |             |                 |        |

| ۵ مرداد ۱۴۰۱ دوستانه ۳ | استقلال | ۱–۲      | کچی اورن گوجو                  | آنکارا |
| | غلامی   | مهر فارس | (گل‌به‌خودی) · نامعلوم پنالتی' · |        |
| یادداشت: در این بازی با نظر ریکاردو ساپینتو، استقلال در هر دونیمه ترکیب متفاوتی داشت و چندین تعویض هم انجام شد اما برخی بازیکنان استقلال مانند حسین حسینی، زبیر نیک نفس، مهدی مهدی پور، کوین یامگا و سجاد شهباززاده به میدان نرفتند. |         |          |                                |        |

| ۶ مرداد ۱۴۰۱ دوستانه ۴                                                                                                  | استقلال | ۱–۰          | سومقاییت | آنکارا |
| ۱۶:۳۰ TRT (یوتی‌سی ۳:۰۰+)                                                                                                | مهدی‌پور | فوتبالی فارس |          |        |
| یادداشت: بازی به وقت ایران در ساعت ۱۸:۰۰ برگزار شد. دراگان اسکوچیچ سرمربی وقت تیم ملی ایران بازی را از نزدیک تماشا کرد. |         |              |          |        |

| ۱۳ مرداد ۱۴۰۱ دوستانه ۵   | استقلال                                       | ۳–۰          | داماش تهران | تهران                    |
| ۱۷:۱۶ IRST (یوتی‌سی ۴:۳۰+) | مطهری ۳۰' (پنالتی) · ا.صادقی ۶۵' · امانوف ۹۰' | ورزش سه فارس |             | ورزشگاه: ورزشگاه دستگردی |

| ۱۴ مرداد ۱۴۰۱ دوستانه ۶ | استقلال       | ۱–۱      | هوادار تهران                       | تهران                    |
| ۱۱:۱۰ IRST (یوتی‌سی ۴:۳۰+) | ا.صادقی ۴۰' · | مهر فارس | محمدی '۴۴ · '۷۵ · محمد عباسی ۸۵' · | ورزشگاه: ورزشگاه دستگردی |
| یادداشت: حسین حسینی ضربه پنالتی را مهار کرد. در دقیقه ۷۵، یکی از بازیکنان هوادار از بازی اخراج شد اما با توافق مربیان، یک بازیکن دیگر برای هوادار وارد زمین شد. |               |          |                                    |                          |

| ۲۹ شهریور ۱۴۰۱ دوستانه ۷ | استقلال              | ۲–۰          | سامیت | تهران           |
|                          | محبی ۳۰' · صادقی ۳۵' | ورزش سه فارس |       | ورزشگاه: آرارات |

| ۲ مهر ۱۴۰۱ دوستانه ۸ | استقلال  | ۱–۲          | تیم ملی دانشجویان ایران | تهران           |
|                      | محبی ۴۵' | ورزش سه فارس | اوسانی ۲'، ۱۰'          | ورزشگاه: آرارات |

| ۹ آذر ۱۴۰۱ دوستانه ۹                                                                               | استقلال    | ۱–۲                  | هوادار تهران                            | تهران                   |
| | رضاوند ۶۵' | ورزش سه خبرگزاری آنا | پورقاز ۱۰۲' (پنالتی) · فرهاد زاوشی ۱۰۶' | ورزشگاه: زمین خیریه عمل |
| یادداشت: نیمه دوم بازی در تایم ۶۰ دقیقه‌ای برگزار شد که هر دو گل هوادار بعد از دقیقه ۹۰ به ثمر رسید |            |                      |                                         |                         |

| ۱۷ آذر ۱۴۰۱ دوستانه ۱۰ | استقلال  | ۱–۱         | نفت مسجدسلیمان    | تهران          |
| ۱۲:۱۰                  | مطهری ۶' | ورزش سه مهر | میری ۱۵' (پنالتی) | ورزشگاه: آزادی |

| ۲۱ آذر ۱۴۰۱ دوستانه ۱۱                                                                    | استقلال                                                 | ۵–۰         | ملوان انزلی | تهران                        |
|                                                                                           | محبی ۴۵' (پنالتی)، ؟' · قایدی ؟' · آمانوف ؟' · مطهری ؟' | ورزش سه مهر | کریمی '۴۴   | ورزشگاه: ؟ داور: مهدی سیدعلی |
| یادداشت: با توجه به توافق مربیان، یک بازیکن دیگر از ملوان به جای سعید کریمی وارد زمین شد. |                                                         |             |             |                              |

| ۲۲ اسفند ۱۴۰۱ دوستانه ۱۲ | استقلال                  | ۳ – ۱       | اسپاد الوند | تهران |
|                          | رمضانی · صادقی · میرزایی | ورزش سه مهر |             |       |

| ۲۷ اسفند ۱۴۰۱ دوستانه ۱۳ | استقلال                           | ۲ – ۲               | نساجی مازندران         | تهران            |
| ۱۲:۰۰                    | قایدی ۱' · شهباززاده ۵۵' (پنالتی) | ورزش سه مهر فوتبالی | داوران ۷۸' · نیانه ۹۰' | ورزشگاه: کارگران |

| ۲۷ فروردین ۱۴۰۲ دوستانه ۱۴ | استقلال                                     | ۴ – ۲                | شهید اورکی | تهران |
|                            | رمضانی · نیک‌نفس ؟' (پنالتی) · یامگا · زواری | ورزش سه فوتبالی فارس |            |       |

## مرور فصل

### لیگ برتر

#### نیم‌فصل اول

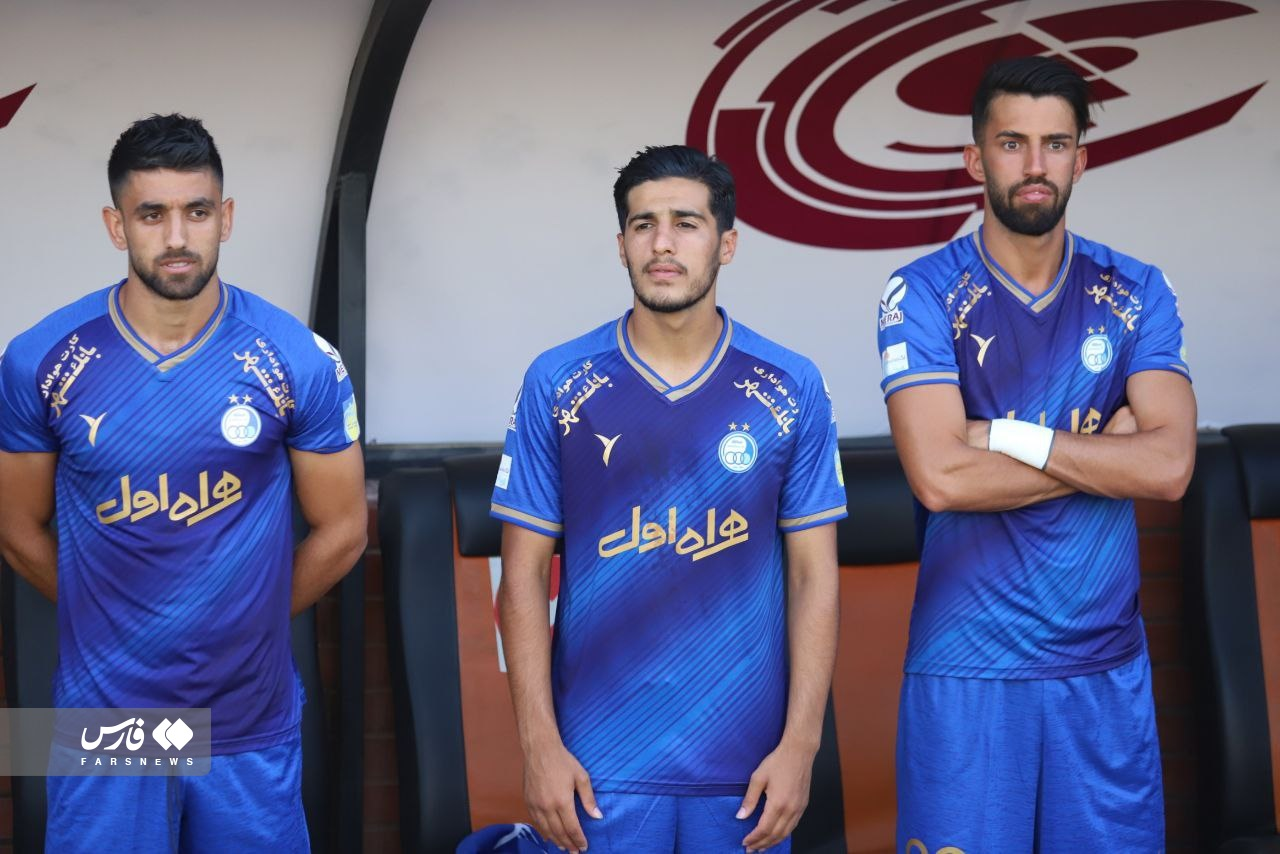
بازیکنان ذخیره استقلال از جمله آرش رضاوند، امیرعلی صادقی و پیمان بابایی در مسابقه هفته اول لیگ برتر

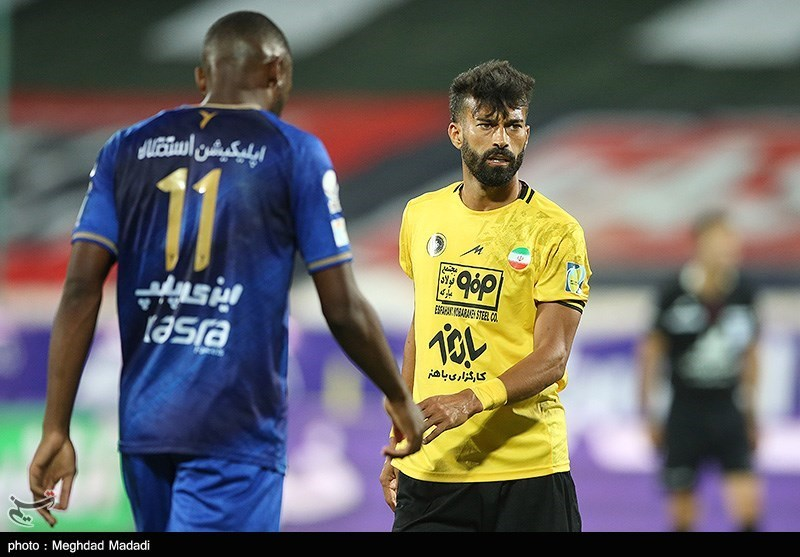
تصویری از کوین یامگا و رامین رضائیان زننده یکی از گل‌های سپاهان در دیدار هفته اول مقابل استقلال در ورزشگاه آزادی. این مسابقه با پیروزی سپاهان همراه بود.

استقلال در گام اول برابر یکی از رقبای مستقیم خود سپاهان قرار گرفت و در ورزشگاه آزادی با دو گل مغلوب شد‌. بدین ترتیب رکورد شکست ناپذیری استقلال در بازیهای متوالی در عدد ۳۰ متوقف شد. همچنین برای اولین بار در تاریخ لیگ برتر استقلال در شرایطی که میزبان بود بازیها را با شکست آغاز کرد. در این بازی به زعم اکثر کارشناسان، داور بازی یک ضربه پنالتی برای استقلال اعلام نکرد.  استقلال در هفته دوم مقابل ملوان بندر انزلی تازه صعود کرده قرار گرفت. در نیمه اول شاگردان ساپینتو بازنده به رختکن رفتند، اما در نیمه دوم استقلال با درخشش مهدی قایدی که در این فصل مجددا پیراهن استقلال را به تن کرده بود، توانست با نتیجه سه بر یک میزبان خود را شکست دهد. گلهای استقلال در این بازی توسط غلامی، قایدی و مهدی‌پور (پنالتی) به ثمر رسید.
 در سومین هفته بیست و دومین دوره لیگ برتر با حضور بانوان در ورزشگاه آزادی شاهد یک اتفاق تاریخی در بازی استقلال بودیم این برای اولین بار بود که بعد از سالها بانوان میتوانستند یک بازی از لیگ داخلی ایران را در ورزشگاه حاضر شوند. در این بازی استقلال با تک گل کوین یامگا موفق به شکست دادن مس کرمان شد. استقلال در هفته چهارم لیگ در شهر مسجدسلیمان در برابر نفت با تساوی بدون گل متوقف شد.عملکرد شاگردان ساپینتو در هفته پنجم تساوی بدون گل در برابر تیم پیکان تهران بود. تیم استقلال در هفته ششم موفق شد با نتیجه سه بر یک نساجی را شکست دهد. در این بازی برای استقلال بابایی، یامگا و محبی گلزنی کردند. بعد از تعطیلات فیفادی، استقلال به دیدار با گل گهر سیرجان رفت استقلال ابتدا توسط محبی یک بر صفر جلو افتاد و در آغاز نیمه دوم گل تساوی را دریافت کرد در حالی که بازی از دقیقه ۹۰ هم گذشته بود داور خطای پنالتی بر روی حردانی اعلام کرد و یامگا این پنالتی را تیدبل به گل کرد تا استقلال برد شیرینی را کسب کند. پس از اعلام پنالتی ساپینتو به علت ایجاد تنش در بازی از سوی داور اخراج شد. کمیته انضباطی به این اتفاق ورود کرد و برای سرمربی استقلال حکم دو جلسه محرومیت و جریمه به مبلغ میلیون تومان را صادر کرد. چند روز قبل از این بازی عارف علامی به دلیل فعالیت در فضای مجازی و حمایت از معترضان به طور موقت از استقلال کنار گذاشته شد. در هفته هشتم، استقلال در آزادی میزبان فولاد خوزستان بود. ابتدا مجید علیاری قرمزهای اهوازی را پیش انداخت، اما محمد محبی در نیمه دوم، بازی را به تساوی کشاند تا با نتیجه یک-یک بازی به اتمام برسد. از نکات مهم این بازی رخ دادن چند صحنه مشکوک به پنالتی برای استقلال بود که طبق نظر کارشناسان یکی از صحنه‌ها قطعا پنالتی بوده است. استقلال در هفته نهم، در شرایطی به مصاف تیم ذوب‌آهن در ورزشگاه فولادشهر با مربیگری مهدی تارتار رفت که می‌دانست اگر با تفاضل دو گل برنده از زمین خارج شود برای اولین بار در این فصل صدر جدول را تجربه خواهد کرد ولی با ارائه یک بازی ضعیف و فقط با گل‌به‌خودی دیرهنگام محمد قریشی به پیروزی رسید.نسبت به قضاوت پیام حیدری در این بازی نقدهایی وجود داشت و این داور با عدم اعلام پنالتی به سود استقلال قضاوت مناسبی را ارائه نداد.
در تاریخ ۲۳ مهر و با تصمیم هیأت مدیره باشگاه استقلال، علی فتح‌الله‌زاده مدیرعامل باشگاه استقلال شد؛ و دوران حضور مصطفی آجرلو در استقلال به پایان رسید.
استقلال در بازی هفته دهم با تساوی بدون گل در برابر آلومینیوم اراک متوقف شد. بازی یازدهم استقلال در این فصل در برابر تیم هوادار برگزار شد. در بازی استقلال با تک گل محمد محبی یک بر هیچ پیروز شد.  بعد از بازیهای این هفته به دلیل برگزاری جام جهانی فوتبال در قطر لیگ برتر تا ۲۸ آذر تعطیل شد.
پس از تعطیلی پنجاه روزه لیگ برتر استقلال بازیهای خود را در روز ۲۹ آذر در برابر تیم پرسبولیس از سر گرفت. در این بازی ابتدا سرخپوشان پیش افتادند ولی در ادامه استقلال با گلزنی چشمی و مطهری بازگشت خوبی به بازی داشت ولی با گلی که تیم پرسپولیس در دقیقه ۸۹ به ثمر رساند دربی نود و نهم ۲ بر ۲ به پایان رسید. در هفته سیزدهم استقلال با گل یامگا موفق شد تیم صنعت نفت را در آبادان شکست دهد. شاگردان ساپینتو در بازی هفته چهاردهم عملکرد خوبی در برابر تیم مس رفسنجان نداشتند و در وزشگاه آزادی دو امتیاز مهم را در هفته ماقبل آخر نیم فصل اول از دست دادند. استقلال نیم فصل اول را با شکست به پایان رساند. آبی پوشان که سرمربی خود را در نیمکت نداشتند با دو گل مغلوب تراکتور تبریز شدند. بدین ترتیب استقلال با رتبه چهارمی نیم فصل را به پایان رساند.

#### نیم‌فصل دوم
استقلال به مانند ابتدای فصل، مجدداً مغلوب سپاهان اصفهان شد، آبی‌پوشان در بازی هفته شانزدهم با نتیجه دو بر یک مقابل میزبان اصفهانی خود شکست خورد. سپاهان با گلزنی امید نورافکن روی اشتباه مهلک علیرضا رضایی که جانشین سید حسین حسینی شده بود، به گل اول رسید، اما این گل به وسیله مطهری با کمک یامگا پاسخ داده شد؛ اما در نهایت با پنالتی جنجالی و مشکوکی که توسط یزدانی روی مغانلو صورت گرفت، سپاهان با شوت رضائیان به گل دوم و پیروزی‌بخش رسید. پس از این مسابقه به واسطه عملکرد ضعیف یزدانی و به‌خصوص نمایش وی در دیدار با سپاهان از تیم با دستور سرمربی، اخراج شد.  در هفته هفدهم استقلال در ورزشگاه آزادی با چهار گل ملوان را در هم کوبید و توانست به طور قابل قبولی از بحران خارج شود. برای استقلال در این بازی قاضی‌پور (بازیکن ملوان)، محبی، مطهری و چشمی گلزنی کردند. این بازی بعد از چندین ماه غیبت تماشاگران با حضور هزار هوادار استقلالی برگزار شد. برد ۳ بر ۲ ماحصل تلاش شاگردان ساپینتو در انتهای بازی هفته هجدهم استقلال در ورزشگاه باهنر در برابر تیم مس بود. همانند بازی قبلی گل اول استقلال یک گل به خودی بازیکنان حریف بود. میلاد خدایی مدافع تیم مس پاس قایدی را به اشتباه درون دروازه مس قرار داد. در ادامه سلمانی و قایدی گلهای بعدی استقلال را به ثمر رساندند. در انتهای این بازی اتفاقاتی افتاد که در پی این حواشی بازهم ساپینتو از کنار زمین اخراج شد. هفته نوزدهم برای استقلال در حالی شروع شد که برای پنجمین بازی در طول فصل سرمربی خود را بر روی نیمکت را نداشت. آبی‌های تهرانی در این بازی با دو گل قایدی و تک گل رضاوند به برتری سه بر یک رسیدند. نکته جالب این دیدار مصدومیت رضایی دروازه‌بان دوم استقلال بود و سعیدی‌فر دروازه‌بان سوم این تیم در نیمه دوم از دروازه استقلال محافظت کرد. بازی هفته بیستم با یک روز تاخیر به خاطر بارش برف در تاریخ ۲۴ بهمن برگزار شد. در این بازی شاگردان ساپینتو با نتیجه دو بر صفر به پیروزی رسیدند. قایدی و حردانی گلزنان استقلال در بازی بیستم فصل بودند. استقلال در هفته بیست و یکم علیرغم بازی خوبی که در برابر تیم نساجی ارائه کرد دو امتیاز حساس را از دست داد. در این بازی ابتدا مطهری استقلال را پیش انداخت ولی در ادامه تیم نساجی با زدن گل مساوی موفق شد استقلال را پس از کسب چهار برد متوالی متوقف کند. هفته بیست دوم مصادف شد با کسب یک برد دراماتیک برای استقلال و شاگردان ساپینتو. در این بازی استقلال نیمه اول را بازنده به رختکن رفت و در حالی که ۳۷ ثانیه نیز از ۴۵ دقیقه نیمه دوم بازی گذشته بود گل‌گهر همچنان برنده بازی با همان یک گل بود که در این لحظه میرزایی موفق به زدن گل مساوی برای استقلال شد. در ادامه داور یک خطای پنالتی بر روی میرزایی اعلام کرد که این ضربه پنالتی توسط یامگا تبدیل به گل شد تا استقلال صاحب یک برد هیجان انگیز و حساس شود. در هفته بیست و سوم استقلال با دو گل یامگا و قایدی تیم فولاد را در ورزشگاه فولاد آره‌نا شکست داد و به واسطه شکست پرسپولیس برابر سپاهان در تهران، آبی‌پوشان سال ۱۴۰۱ را با قرار گرفتن در رتبه دوم جدول به پایان برساند. استقلال در اولین بازی خود در سال ۱۴۰۲ با نتیجه دو بر صفر تیم ذوب‌آهن را شکست داد. گلهای استقلال توسط قایدی و یامگا به ثمر رسید.استقلال در بازی هفته بیست و ششم با تک گل قایدی موفق به شکست تیم آلومینیوم در ورزشگاه امام خمینی شهر اراک شد. در ادامه بازی‌های این هفته سپاهان در تبریز مغلوب تراکتور شد تا به این ترتیب استقلال برای اولین بار در این فصل با تیم صدرنشین هم امتیاز شود ولی به خاطر تفاضل گل کمتر باز هم طعم واقعی صدرنشینی را در این فصل تجربه نکرد. استقلال در هفته ۲۶ لیگ با نتیجه پرگل شش بر یک تیم هوادار را مغلوب کرد. برای استقلال رضاوند، محبی (دو گل)، مهری، قایدی و حسینی گلزنی کردند. چهار نکته جالب در مورد این بازی وجود دارد. یک: این بازی پرگلترین بازی استقلال در بازیهای این فصل بود. دو: هر شش گل استقلال در نیمه دوم به ثمر رسید. سه: برای اولین بار در تاریخ باشگاه یک دروازه‌بان برای استقلال گلزنی کرد. چهار : استقلال برای اولین بار در این فصل صدرنشین لیگ برتر شد. استقلال در هفته بیست و هفتم لیگ با یک گل دربی شماره صد را به پرسپولیس واگذار کرد و با این شکست از کورس قهرمانی جاماند.اثرات ناکامی در دربی در هفته بیست و هشتم نیز بروز کرد و آبی‌پوشان در ورزشگاه آزادی در برابر تیم نفت آبادان تن به تساوی یک بر یک دادند. در هفته بیست و نهم لیگ برتر شاگردان ساپینتو موفق به کامبک در برابر تیم مس رفسنجان شدند و در حالی که با یک گل از این تیم عقب بودند با گلهای مرادمند و محبی به بازی برگشتند و توانستند این تیم را در ورشگاه خانگیش مغلوب کنند. بازی پایانی این فصل از بازیهای لیگ برتر برای استقلال همراه با رقم خوردن بهترین نتیجه این تیم در تاریخ لیگ برتر بود. در این بازی آبی‌پوشان با نتیجه پر گل هفت بر یک تیم تراکتور را در هم کوبید. مهدی قایدی در این بازی برای استفلال هتریک کرد و دیگر گلهای استقلال توسط جلالی، مرادمند، رضاوند و سلمانی به ثمر رسید. با گلی که مغانلو در لحظات پایانی بازی سپاهان و مس کرمان به ثمر رساند با ۱۳ گل به تنهایی عنوان آقای گلی را کسب کرد و هتریک در بازی با تراکتور کمکی به قایدی در کسب عنوان آقای گلی نکرد. با کسب این سه امتیاز شیرین مجموع امتیازات استقلال در این فصل به عدد ۶۲ رسید و این تیم در رتبه سوم جدول بیست و دومین دوره لیگ برتر را به پایان رساند. استقلال با زدن ۵۲ گل عنوان بهترین خط حمله لیگ را از آن خود کرد. همچنین استقلال با گلزنی در یازده هفته متوالی از این لحاظ نیز بهترین عملکرد را در این فصل در بین ۱۶ تیم حاضر داشت. 

### جام حذفی
تیم فوتبال استقلال درست شش روز بعد از تقابل با تراکتور در تبریز در قالب مسابقات لیگ برتر که با شکست دو گله استقلال همراه بود، به مصاف تراکتور در تاریخ ۲۲ دی ۱۴۰۱، به عنوان مسابقه مرحله ۱/۱۶ نهایی جام حذفی در ورزشگاه آزادی به مصاف یکدیگر رفتند. به طور کلی، استقلال در طول مسابقه بازی را در اختیار داشت و به علت بی‌دقتی مهاجمان به خصوص پیمان بابایی که موقعیت ۱۰۰ درصدی گلزنی را در اواخر نیمه‌اول از دست داد و یا موقعیتی که امیرارسلان مطهری در وقت اضافه، توپ را از دو قدمی به تیر دروازه کوبید. ولی به هر شکل، رضا اسدی در دقیقه ۹۳ روی ناهماهنگی سیلوا، یزدانی و سید حسینی تراکتور را پیش انداخت. سپس با ورود مهدی قایدی و محمد محبی ورق بازی به سود استقلال برگشت و با دو پنالتی که توسط این بازیکنان گرفته شد با گل شدن آنها توسط آرتور کوین یامگا استقلال به پیروزی رسید و به مرحله یک هشتم نهایی صعود کرد تا به ملوان بندرانزلی برخورد کند. تیمی که در دو بازی گذشته مغلوب استقلال شده بود. استقلال در بازی دوم جام حذفی با دو گل مطهری و رمضانی موفق شد تیم ملوان را در ورزشگاه آزادی از دور مسابقات جام حذفی کنار بزند. در دقیقه ۵۲ این بازی عیدی بازیکن تیم ملوان با دریافت کارت زرد دوم از زمین بازی اخراج شد. استقلال در مرحله یک چهارم نهایی جام حذفی در ورزشگاه تختی شهر جم به مصاف پارس جنوبی رفت و با گل دقیقه ۹۷ سعید مهری از سد این تیم لیگ یکی گذشت. استقلال در بازی نیمه نهایی در ورزشگاه آزادی با چهار گل تیم نساجی را در هم کوبید. در این بازی رضاوند گل اول را برای استقلال به ثمر رساند. گل دوم روی اشتباه ابراهیمی بازیکن نساجی به دست آمد. و دو گل دیگر نیز توسط محبی به ثمر رسید تا استقلال در فینال در برابر تیم پرسپولیس قرار بگیرد.

### سوپرجام ایران
استقلال به سرمربی‌گری ریکاردو ساپینتو و کاپیتانی سید حسین حسینی و نساجی به سرمربی‌گری حمید مطهری سرانجام برای دیدار سوپرکاپ مقابل یکدیگر به میدان رفتند و بازی با تک‌گل امیرارسلان مطهری و در شرایطی که بازیکنان استقلال بازی تماشایی برجای گذاشتند، اما درخشش علیرضا حقیقی مانع از پررنگ‌تر شدن پیروزی استقلال شد، به پایان رسید و استقلال قهرمان سوپرجام فوتبال ایران شد. 

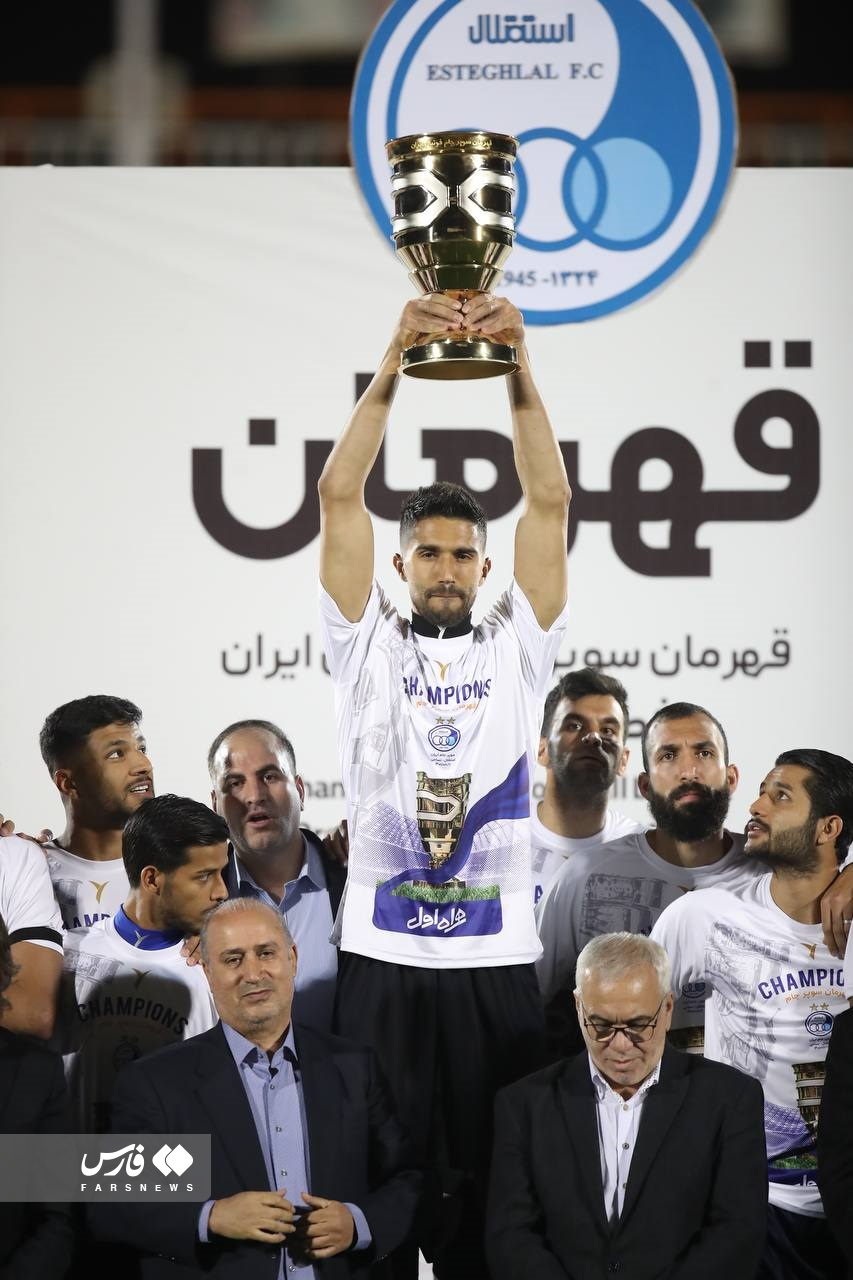
جشن قهرمانی استقلال در سوپر جام ایران

این قهرمانی از این حیث برای استقلال حائز اهمیت بود که تنها جامی بود که جای آن در ویترین افتخارات استقلال خالی بود و در نهایت آبی‌پوشان پایتخت، اولین سوپرجام تاریخ خود را کسب کردند، اما جشن قهرمانی استقلال به دلیل شرایط روحی-روانی مردم کشور ایران به دلیل اعتراضات ۱۴۰۱ ایران به ساده‌ترین شکل ممکن برگزار شد و کاپیتان استقلال و بازیکنان به احترام مهسا امینی و جوانان آزادی‌طلب تحت هیچ شرایطی حاضر به برگزاری جشن قهرمانی نشدند. این شیوه برگزاری جشن قهرمانی توسط بازیکنان استقلال باعث شد تا بسیاری از چهره‌های ورزشی از جمله فرهاد مجیدی، علی کریمی، یحیی گل‌محمدی، سروش رفیعی، شاهرخ بیانی و... از آنها حمایت کنند و صدا و سیما جمهوری اسلامی تصاویر را سانسور کند. بازیکنان استقلال قهرمانی را به میلاد زارع - هوادار استقلال و جوان آزادی‌طلب - تقدیم کردند. سیاوش یزدانی، در پست اینستاگرامی خود این جام را جام تلخ نام نهاد و قهرمانی را به زنان و دختران ایرانی تقدیم کرد. همچنین پس از این حرکت از سوی بازیکنان استقلال، سوپرجام توسط مردم ایران جام شرافت نام گرفت و حرکات بعدی از جمله عدم برگزاری جشن قهرمانی جهان را توسط ملی‌پوشان فوتبال ساحلی رقم زد.

## رقابت‌ها

### لیگ برتر
برد       مساوی       باخت       معوقه
| ۲۱ مرداد ۱۴۰۱ ۱ | استقلال | ۰–۲                             | سپاهان                                                     | تهران                                                                                   |
| ۱۹:۰۰ DST (UTC+۴:۳۰) |         | Line up ورزش سه فارس خلاصه بازی | رضاییان '۶ ، ۵۷' · علی نژاد '۴۹ · سلمانی ۵۳' · کریمی '۱+۹۰ | ورزشگاه: آزادی تماشاگران: بدون تماشاگر داور: بیژن حیدری مرد مسابقه: مسعود ریگی (سپاهان) |
| یادداشت: لیست بازیکنان دو تیم برای بازی کلیه‌ی بازی‌های هفته اول بنابر ادعای سازمان لیگ به دلیل شکالات سامانه بلیت فروشی الکترونیکی باشگاه‌ها، بدون تماشاگر اعلام شد. |         |                                 |                                                            |                                                                                         |

| ۲۷ مرداد ۱۴۰۱ ۲                                                               | ملوان                  | ۱–۳                             | استقلال                                                            | بندر انزلی                                                                                      |
| ۱۹:۰۰ DST (UTC+۴:۳۰)                                                          | بازگیر ۲۷' · مومنی '۳۴ | Line up ورزش سه فارس خلاصه بازی | حردانی '۴+۴۵ · مهدی‌پور '۵۵، ۸+۹۰' (پنالتی) · غلامی ۵۸' · قایدی ۷۹' | ورزشگاه: سیروس قایقران تماشاگران: بدون تماشاگر داور: رضا مهدوی مرد مسابقه: مهدی قایدی (استقلال) |
| یادداشت: لیست بازیکنان دو تیم برای بازی خطای پنالتی بر روی مهدی قایدی رخ داد. |                        |                                 |                                                                    |                                                                                                 |

| ۳ شهریور ۱۴۰۱ ۳                                                                                            | استقلال                                                     | ۱–۰                             | مس کرمان                                    | تهران                                                                               |
| ۱۹:۰۰ DST (UTC+۴:۳۰)                                                                                       | یامگا ۷۵' · بابایی '۷۷ · حردانی '۷۸ · جلالی '۸۵ · قایدی '۸۸ | Line up ورزش سه فارس خلاصه بازی | عسگری '۳۱ شهدادنژاد '۶۱ قاسمی '۷۷ نصیری '۷۸ | ورزشگاه: ورزشگاه آزادی تماشاگران: ۳۰/۰۰۰ نفر داور: حسن اکرمی مرد مسابقه: کوین یامگا |
| یادداشت: لیست بازیکنان دو تیم برای بازی این دیدار برای اولین بار در سطح لیگ برتر با حضور بانوان برگزار شد. |                                                             |                                 |                                             |                                                                                     |

| ۸ شهریور ۱۴۰۱ ۴      | نفت م.س     | ۰–۰                             | استقلال                       | مسجدسلیمان                                                                                |
| ۲۰:۳۰ DST (UTC+۴:۳۰) | کریمی '۳+۴۵ | Line up ورزش سه فارس خلاصه بازی | حردانی '۹ چشمی '۶۱ مهری '۳+۹۰ | ورزشگاه: بهنام محمدی تماشاگران: ۱۰/۰۰۰ نفر داور: پیام حیدری مرد مسابقه: سامان نریمان جهان |

| ۱۵ شهریور ۱۴۰۱ ۵                        | استقلال                | ۰–۰                             | پیکان | تهران                                                                            |
| ۱۹:۳۰ DST (UTC+۴:۳۰)                    | مهدی‌پور '۴۲ بابایی '۶۶ | Line up ورزش سه فارس خلاصه بازی |       | ورزشگاه: آزادی تماشاگران: ۲۰/۰۰۰ نفر داور: موعود بنیادی‌فر مرد مسابقه: حسین حسینی |
| یادداشت: لیست بازیکنان دو تیم برای بازی |                        |                                 |       |                                                                                  |

| ۱۹ شهریور ۱۴۰۱ ۶                                                    | استقلال                                                         | ۳–۱                             | نساجی                                               | تهران                                                                        |
| ۱۷:۳۰ DST (UTC+۴:۳۰)                                                | بابایی '۳، ۴' · چشمی '۱۰ · یامگا ۴۵' (پنالتی) · محبی '۴+۴۵، ۵۰' | Line up ورزش سه فارس خلاصه بازی | بیگی '۳۷ · جانملکی '۲+۴۵ '۴۸ · کلانتری ۸۱' (پنالتی) | ورزشگاه: آزادی تماشاگران: ۲۵/۰۰۰ نفر داور: یاسر همرنگ مرد مسابقه: آرش رضاوند |
| یادداشت: ریکاردو سا پینتو سرمربی استقلال در دقیقه ۳، کارت زرد گرفت. |                                                                 |                                 |                                                     |                                                                              |

| ۹ مهر ۱۴۰۱ ۷ | گل‌گهر                                                               | ۱–۲                             | استقلال                                                                 | سیرجان                                                             |
| ۱۸:۳۰ DST (UTC+۴:۳۰) | تیکدری‌نژاد ۵۴' · شکاری '۶۰ · علیزاده '۷۷ · عاشوری '۷۹ · قاسمی '۲+۹۰ | Line up ورزش سه فارس خلاصه بازی | محبی ۲۹' · سیلوا '۷۷ · مهدی‌پور '۷۹ · حسینی '۵+۹۰ · یامگا ۸+۹۰' (پنالتی) | ورزشگاه: شهید سلیمانی تماشاگران: بدون تماشاگر داور: امیر عرب براقی |
| یادداشت: ریکاردو ساپینتو سرمربی استقلال و سعید الهویی مربی گل‌گهر در دقیقه ۵+۹۰ با دریافت کارت قرمز از نیمکت اخراج شدند. خطای پنالتی بر روی صالح حردانی رخ داد. |                                                                     |                                 |                                                                         |                                                                    |

| ۱۵ مهر ۱۴۰۱ ۸ | استقلال                            | ۱–۱                             | فولاد                   | تهران                                                     |
| ۱۷:۰۰ DST (UTC+۴:۳۰) | محبی ۶۱' · میرزایی '۷۶ · سیلوا '۸۴ | Line up ورزش سه فارس خلاصه بازی | علیاری ۱۶' · انصاری '۴۸ | ورزشگاه: آزادی تماشاگران: بدون تماشاگر داور: حمید حاج ملک |
| یادداشت: لیست بازیکنان دو تیم برای بازی این بازی با تصمیم شورای امنیت شهر تهران بدون تماشاگر برگزار شد بیژن طاهری سرپرست و خسرو حیدری مربی استقلال در این بازی کارت زرد گرفتند. ساپینتو سرمربی استقلال از نشستن بر روی نیمکت محروم بود. |                                    |                                 |                         |                                                           |

| ۲۲ مهر ۱۴۰۱ ۹ | ذوب‌آهن                 | ۰–۱                             | استقلال                | فولادشهر                                                   |
| ۱۷:۳۰ DST (UTC+۴:۳۰) | صدقی '۳۰ بابااحمدی '۸۰ | line up ورزش سه فارس خلاصه بازی | قریشی ۱+۹۰' (گل‌به‌خودی) | ورزشگاه: فولادشهر تماشاگران: بدون تماشاگر داور: پیام حیدری |
| یادداشت: این بازی با تصمیم سازمان لیگ بدون تماشاگر برگزار شد. ساپینتو سرمربی استقلال به دلیل محرومیت انضباطی از نشستن بر روی نیمکت محروم بود. |                        |                                 |                        |                                                            |

| ۲۹ مهر ۱۴۰۱ ۱۰ | استقلال                                               | ۰–۰                             | آلومینیوم اراک                | تهران                                                   |
| ۱۷:۰۰ IRST (UTC+۳:۳۰) | چشمی '۵۰ سلمانی '۸۰ مطهری '۴+۹۰ محبی 'پس از سوت پایان | Line up ورزش سه فارس خلاصه بازی | محمدزاده '۴۲ · شریفات '۸۵ '۸۵ | ورزشگاه: آزادی تماشاگران: بدون تماشاگر داور: وحید کاظمی |
| یادداشت: این بازی با تصمیم سازمان لیگ بدون تماشاگر برگزار شد. ساپینتو سرمربی استقلال به دلیل محرومیت انضباطی از نشستن بر روی نیمکت محروم بود. مهدی رحمتی سرمربی تیم آلومینیوم در دقیقه ۴+۹۰ کارت زرد گرفت. |                                                       |                                 |                               |                                                         |

| ۶ آبان ۱۴۰۱ ۱۱ | هوادار      | ۰–۱                             | استقلال                   | تهران                                                    |
| ۱۶:۰۰ IRST (UTC+۳:۳۰) | انتظاری '۷۸ | line up ورزش سه فارس خلاصه بازی | محبی ۹'، '۴+۹۰ · مهری '۶۴ | ورزشگاه: دستگردی تماشاگران: بدون تماشاگر داور: حسن اکرمی |
| یادداشت: لیست بازیکنان دو تیم برای بازی این بازی با تصمیم سازمان لیگ بدون تماشاگر برگزار شد. محمد محبی از روی نیمکت کارت زرد گرفت. |             |                                 |                           |                                                          |

| ۲۹ آذر ۱۴۰۱ ۱۲                                                                    | استقلال                                      | ۲–۲                             | پرسپولیس            | تهران                                                          |
| ۱۷:۳۰ IRST (UTC+۳:۳۰)                                                             | مهری '۱۹ · چشمی ۳۰' · مطهری ۵۰' · رضاوند '۶۵ | line up ورزش سه فارس خلاصه بازی | گولسیانی ۱۶'، ۸۹' · | ورزشگاه: آزادی تماشاگران: بدون تماشاگر داور: محمدحسین زاهدی‌فرد |
| یادداشت: این بازی با تصمیم سازمان لیگ و شورای امنیت تهران بدون تماشاگر برگزار شد. |                                              |                                 |                     |                                                                |

| ۴ دی ۱۴۰۱ ۱۳ | صنعت نفت                             | ۰–۱                             | استقلال                                                   | آبادان                                                        |
| ۱۸:۳۰ IRST (UTC+۳:۳۰) | قنبری '۶۲ میردورقی '۹۰ گروسیان '۸+۹۰ | line up ورزش سه فارس خلاصه بازی | مهری '۱۹ · محبی '۳۰ · یامگا '۳۴ ۸۶' (پنالتی) · حردانی '۶۶ | ورزشگاه: تختی آبادان تماشاگران: بدون تماشاگر داور: بیژن حیدری |
| یادداشت: لیست بازیکنان دو تیم برای بازی این بازی با تصمیم سازمان لیگ و شورای امنیت آبادان بدون تماشاگر برگزار شد. خطای پنالتی بر روی آرمان رمضانی رخ داد. |                                      |                                 |                                                           |                                                               |

| ۹ دی ۱۴۰۱ ۱۴ | استقلال | ۰–۰                             | مس رفسنجان       | تهران                                                       |
| ۱۵:۰۰ IRST (UTC+۳:۳۰) |         | line up ورزش سه فارس خلاصه بازی | نوشی صوفیانی '۷۹ | ورزشگاه: آزادی تماشاگران: بدون تماشاگر داور: امیر عرب براقی |
| یادداشت: لیست بازیکنان دو تیم برای بازی این بازی با تصمیم سازمان لیگ و شورای امنیت تهران بدون تماشاگر برگزار شد. ریکاردو ساپینتو سرمربی استقلال در دقیقه ۴۵ کارت زرد گرفت. در پایان نیمه اول درگیری فیزیکی بین بهزاد غلامپور و ابراهیم صادقی باعث شد این دو مربی از بازی اخراج شوند. |         |                                 |                  |                                                             |

| ۱۶ دی ۱۴۰۱ ۱۵ | تراکتور                                           | ۲–۰                             | استقلال            | تبریز                                                        |
| ۱۴:۰۰ IRST (UTC+۳:۳۰) | اسدی '۱۳ · قنبری ۳۶'، ۵۳' · آلوز '۵۵ · واگنین '۸۶ | line up ورزش سه فارس خلاصه بازی | یامگا '۶۵ چشمی '۷۰ | ورزشگاه: بنیان دیزل تماشاگران: بدون تماشاگر داور: وحید کاظمی |
| یادداشت: لیست بازیکنان دو تیم برای بازی این بازی با تصمیم سازمان لیگ و شورای امنیت تبریز بدون تماشاگر برگزار شد. ساپینتو سرمربی تیم استقلال به دلیل دریافت چهار کارت زرد از نشستن بر روی نیمکت محروم بود. |                                                   |                                 |                    |                                                              |

| ۲۹ دی ۱۴۰۱ ۱۶ | سپاهان                                                        | ۲–۱                             | استقلال                                        | اصفهان                                                    |
| ۱۶:۳۰ IRST (UTC+۳:۳۰) | مغانلو '۳۷ · نورافکن ۵۰' · کریمی '۸۶ · رضاییان ۵+۹۰' (پنالتی) | line up ورزش سه فارس خلاصه بازی | حردانی '۲۳ · مطهری ۵۸' · بابایی '۷۵ · محبی '۷۹ | ورزشگاه: نقش جهان تماشاگران: بدون تماشاگر داور: حسن اکرمی |
| یادداشت: لیست بازیکنان دو تیم برای بازی در ادامه بدون تماشاگر برگزار شدن بازیهای لیگ برتر این بازی نیر بدون حضور تماشاگر انجام شد. ریکاردو ساپینتو در دقیقه ۱۴ اخطار گرفت. |                                                               |                                 |                                                |                                                           |

| ۶ بهمن ۱۴۰۱ ۱۷                                                              | استقلال                                                                                              | ۴–۰                             | ملوان                          | تهران                                                                       |
| ۱۵:۰۰ IRST (UTC+۳:۳۰)                                                       | سیلوا '۳۳ · قاضی‌پور ۳۶' (گل‌به‌خودی) · محبی ۴۴' · چشمی '۳+۴۵، ۸۶' · مطهری ۷۶' · مهری '۷۹ · میرزایی '۸۶ | line up ورزش سه فارس خلاصه بازی | خوشکفا '۱۵ کریمی '۶۲ موقری '۸۴ | ورزشگاه: آزادی تماشاگران: ۱/۵۰۰ نفر داور: مهدی سیدعلی مرد مسابقه: سعید مهری |
| یادداشت: لیست بازیکنان دو تیم برای بازی خسرو حیدری مربی استقلال اخطار گرفت. | |                                 |                                |                                                                             |

| ۱۳ بهمن ۱۴۰۱ ۱۸ | مس کرمان                                                 | ۲–۳                             | استقلال                                                                           | کرمان                                                                       |
| ۱۷:۰۰ IRST (UTC+۳:۳۰) | عباسیان ۹' '۸۷ · قاسمی‌نژاد '۴۳ · نصیری '۶۷ · رستمی ۷+۹۰' | line up ورزش سه فارس خلاصه بازی | خدایی ۱۹' (گل‌به‌خودی) · غلامی '۴۱ · مهری '۵۳ · سلمانی ۷۰' · قایدی ۷۳' · رمضانی '۸۳ | ورزشگاه: باهنر تماشاگران: ۵/۰۰۰ نفر داور: یاسر همرنگ مرد مسابقه: مهدی قایدی |
| یادداشت: لیست بازیکنان دو تیم برای بازی ریکاردو ساپینتو سرمربی تیم استقلال در دقیقه ۱۱ اخطار گرفت و در دقیقه ۲+۹۰ از کنار زمین اخراج شد. فرزاد حسین‌خانی سرمربی تیم مس در دقیقه ۵۸ کارت زرد گرفت. |                                                          |                                 |                                                                                   |                                                                             |

| ۱۸ بهمن ۱۴۰۱ ۱۹ | استقلال                                                    | ۳–۱                             | نفت م.س                         | تهران                                                                         |
| ۱۵:۳۰ IRST (UTC+۳:۳۰) | رضاوند ۵' · قایدی ۵۵'، ۱+۹۰' · قایدی '۷+۹۰ · حامدی‌فر '۷+۹۰ | line up ورزش سه فارس خلاصه بازی | کریمی '۳+۴۵ · شیخ سلیمانی ۳+۹۰' | ورزشگاه: آزادی تماشاگران: ۳/۰۰۰ نفر داور: حمید حاج ملک مرد مسابقه: مهدی قایدی |
| یادداشت: لیست بازیکنان دو تیم برای بازی ریکاردو ساپینتو سرمربی تیم استقلال از نشستن بر روی نیمکت مربیگری محروم بود. خطای پنالتی بر روی قایدی رخ داد. |                                                            |                                 |                                 |                                                                               |

| ۲۴ بهمن ۱۴۰۱ ۲۰ | پیکان                                                 | ۰–۲                             | استقلال                     | تهران                                                                            |
| ۱۴:۰۰ IRST (UTC+۳:۳۰) | تمیروف '۴۰ · طاهر '۴۵ · حسینی '۶۳ · آزاده '۵+۹۰ '۵+۹۰ | line up ورزش سه فارس خلاصه بازی | قایدی ۱۱'، '۲۳ · حردانی ۸۴' | ورزشگاه: دستگردی تماشاگران: بدون تماشاگر داور: بیژن حیدری مرد مسابقه: آرش رضاوند |
| یادداشت: لیست بازیکنان دو تیم برای بازی این بازی بدون تماشاگر برگزار شد. در دقیقه ۳+۹۰ روی موتا مربی استقلال و مجتبی حسینی سرمربی پیکان اخطار گرفتند. |                                                       |                                 |                             |                                                                                  |

| ۹ اسفند ۱۴۰ ۲۱                                                                       | نساجی                               | ۱–۱                             | استقلال                          | قائم‌شهر                                                                           |
| ۱۵:۰۰ IRST (UTC+۳:۳۰)                                                                | عبدی '۱۹ · حردانی '۴۰ · کلانتری ۶۹' | line up ورزش سه فارس خلاصه بازی | یامگا '۳۵ · مطهری ۵۳' · چشمی '۶۸ | ورزشگاه: وطنی تماشاگران: ۱۵/۰۰۰ نفر داور: امیر عرب براقی مرد مسابقه: علیرضا حقیقی |
| یادداشت: ریکاردو ساپینتو سرمربی تیم استقلال از نشستن بر روی نیمکت مربیگری محروم بود. |                                     |                                 |                                  |                                                                                   |

| ۱۵ اسفند ۱۴۰۱ ۲۲ | استقلال                               | ۲–۱                             | گل‌گهر                                                        | تهران                                                                             |
| ۱۶:۴۵ IRST (UTC+۳:۳۰) | میرزایی ۱+۹۰' · یامگا ۱۴+۹۰' (پنالتی) | line up ورزش سه فارس خلاصه بازی | سهرابیان ۲۴'، '۳۹ · گلزاری '۶۳ · پورعلی '۷۱ · باگناما '۱۲+۹۰ | ورزشگاه: آزادی تماشاگران: ۱۰/۰۰۰ نفر داور: موعود بنیادی‌فر مرد مسابقه: رضا میرزایی |
| یادداشت: لیست بازیکنان دو تیم برای بازی ریکاردو ساپینتو سرمربی تیم استقلال از نشستن بر روی نیمکت مربیگری محروم بود. خطای پنالتی بر روی رضا میرزایی رخ داد. |                                       |                                 |                                                              |                                                                                   |

| ۲۱ اسفند ۱۴۰۱ ۲۳                                                                    | فولاد       | ۰–۲ | استقلال                                        | اهواز                                                                                     |
| ۱۹:۰۰ IRST (UTC+۳:۳۰)                                                               | غبیشاوی '۶۹ |     | مهری '۴۳ · یامگا ۵۲' · قایدی ۷۷' · حسینی '۳+۹۰ | ورزشگاه: فولاد آره‌نا تماشاگران: ۳۰/۰۰۰ نفر داور: محمدحسین زاهدی‌فرد مرد مسابقه: مهدی قایدی |
| یادداشت: روی ماتا مربی استقلال و دوس سانتوس بدنساز استقلال از داور کارت زرد گرفتند. |             |     |                                                |                                                                                           |

| ۱۱ فروردین ۱۴۰۲ ۲۴                                                           | استقلال                                                                  | ۲–۰                             | ذوب‌آهن     | تهران                                                |
| ۱۹:۳۰ IRST (UTC+۳:۳۰)                                                        | قایدی ۲۰' · مهدی‌پور '۵۴ · یامگا ۶۳' (پنالتی) · چشمی '۶۶ · نیک‌نفس '۲+۹۰ · | line up ورزش سه فارس خلاصه بازی | پورعلی '۵۳ | ورزشگاه: آزادی تماشاگران: ۱۵/۰۰۰ نفر داور: رضا مهدوی |
| یادداشت: لیست بازیکنان دو تیم برای بازی خطای پنالتی بر روی محمد محبی رخ داد. |                                                                          |                                 |            |                                                      |

| ۱۸ فروردین ۱۴۰۲ ۲۵ | آلومینیوم اراک | ۰–۱                             | استقلال                                                     | اراک                                                       |
| ۱۹:۳۰ IRST (UTC+۳:۳۰) | هوشمند '۳+۹۰   | line up ورزش سه فارس خلاصه بازی | نیک‌‌نفس '۱۱ · قایدی ۵۵' · یامگا '۷۱ · مهری '۷۴ · سیلوا '۴+۹۰ | ورزشگاه: امام خمینی تماشاگران: ۲۵/۰۰۰ نفر داور: پیام حیدری |
| یادداشت: لیست بازیکنان دو تیم برای بازی محمد نوازی مربی تیم آلومینیوم ابتدا در دقیقه ۶۰ کارت زرد گرفت و در ادامه از کنار زمین اخراج شد. |                |                                 |                                                             |                                                            |

| ۲۶ فروردین ۱۴۰۲ ۲۶                                                                  | استقلال                                                                           | ۶–۱                             | هوادار                                              | تهران                                                     |
| ۱۹:۳۰ IRST (UTC+۳:۳۰)                                                               | رضاوند ۴۶' · محبی ۶۴'، ۷۵' (پنالتی) · مهری ۸۵' · قایدی ۸۸' · حسینی ۳+۹۰' (پنالتی) | line up ورزش سه فارس خلاصه بازی | شجاعی '۵۵ · گرامی '۷۹ · سفید چقایی ۸۴' · میری '۴+۹۰ | ورزشگاه: آزادی تماشاگران: ۱۰/۰۰۰ نفر داور: موعود بنیادی‌فر |
| یادداشت: لیست بازیکنان دو تیم برای بازی هر دو خطای پنالتی بر روی مهدی قایدی رخ داد. |                                                                                   |                                 |                                                     |                                                           |

| ۳ اردیبهشت ۱۴۰۲ ۲۷                      | پرسپولیس                    | ۱–۰                             | استقلال              | تهران                                                 |
| ۱۶:۰۰ IRST (UTC+۳:۳۰)                   | سرلک '۲۹ · آل کثیر ۵۰'، '۵۰ | line up ورزش سه فارس خلاصه بازی | غلامی '۱۹ محبی '۴+۹۰ | ورزشگاه: آزادی تماشاگران: ۴۵/۰۰۰ نفر داور: پیام حیدری |
| یادداشت: لیست بازیکنان دو تیم برای بازی |                             |                                 |                      |                                                       |

| ۱۵ اردیبهشت ۱۴۰۲ ۲۸ | استقلال                           | ۱–۱                             | صنعت نفت                               | تهران                                                  |
| ۱۸:۰۰ IRST (UTC+۳:۳۰) | بابایی ۴۵' (پنالتی) · مطهری '۴+۹۰ | line up ورزش سه فارس خلاصه بازی | آلبوغبیش '۲۰ · یوسفی '۳۵ · ممی‌زاده ۶۲' | ورزشگاه: آزادی تماشاگران: ۱۵/۰۰۰ نفر داور: کوپال ناظمی |
| یادداشت: لیست بازیکنان دو تیم برای بازی خطای پنالتی بر روی محمد محبی رخ داد. ریکاردو ساپینتو سرمربی تیم استقلال در دقیقه ۷۰ با کارت زرد جریمه شد. عبداله ویسی سرمربی تیم نفت آبادان در دقیقه ۱+۹۰ با کارت زرد جریمه شد. |                                   |                                 |                                        |                                                        |

| ۲۲ اردیبهشت ۱۴۰۲ ۲۹   | مس رفسنجان                | ۱–۲                             | استقلال                                   | رفسنجان                                                  |
| ۱۸:۰۰ IRST (UTC+۳:۳۰) | حسینی  ۷۴' - · رضایی  '۷۹ | line up ورزش سه فارس خلاصه بازی | مرادمند  ۷۷' - · محبی  ۸۱' - · حسینی  '۸۸ | ورزشگاه: شهدای مس تماشاگران: ۵/۰۰۰ نفر داور: مهدی سیدعلی |

| ۲۸ اردیبهشت ۱۴۰۲ ۳۰                              | استقلال | ۷–۱                                 | تراکتور                            | تهران                         |
| ۱۸:۰۰ IRST (UTC+۳:۳۰)                            | قایدی ۱۷' (پنالتی)، ۴۳'، ۶۱' · مهری '۳۴ · جلالی ۲+۴۵' · چشمی '۶۸ · مرادمند ۷۵' · رضاوند ۷۸' · سلمانی ۸۶' · سیلوا '۸۰ · | line up ورزش سه خبرورزشی خلاصه بازی | اسدی '۱۵ · قنبری ۵۹' · قادری '۶۸ · | ورزشگاه: آزادی داور: رضا عادل |
| یادداشت: خطای پنالتی بر روی ارسلان مطهری رخ داد. | |                                     |                                    |                               |

#### جایگاه در جدول
| رتبه | تیم        | بازی | برد | مساوی | باخت | گل زده | گل خورده | گل تفاضل | امتیاز | صعود یا سقوط                                    |
| ---- | ---------- | ---- | --- | ----- | ---- | ------ | -------- | -------- | ------ | ----------------------------------------------- |
| ۱    | پرسپولیس   | ۳۰   | ۲۰  | ۶     | ۴    | ۴۶     | ۱۳       | ۳۳+      | ۶۶     | صعود به مرحله‌گروهی لیگ قهرمانان آسیا            |
| ۲    | سپاهان     | ۳۰   | ۱۹  | ۸     | ۳    | ۴۹     | ۱۷       | ۳۲+      | ۶۵     | صعود به مرحله‌گروهی لیگ قهرمانان آسیا            |
| ۳    | استقلال    | ۳۰   | ۱۸  | ۸     | ۴    | ۵۲     | ۲۲       | ۳۰+      | ۶۲     |                                                 |
| ۴    | تراکتور    | ۳۰   | ۱۵  | ۷     | ۸    | ۴۲     | ۳۴       | ۸+       | ۵۲     | صعود به مرحله مقدماتی لیگ قهرمانان آسیا ۲۴–۲۰۲۳ |
| ۵    | مس رفسنجان | ۳۰   | ۱۱  | ۱۴    | ۵    | ۲۹     | ۱۵       | ۱۴+      | ۴۷     |                                                 |

- نکته: نتایج بازی‌های رودررو پس از انجام تمامی مسابقات در پایان فصل لحاظ می‌شود.
یادداشت:

1. ↑  استقلال به دلیل عدم پرداخت بدهی های خود مجوز حرفه ای نگرفت و از مسابقات آسیایی حذف شد.[۱۴۱]

#### روند هفته به هفته
| هفته  | ۱  | ۲ | ۳ | ۴ | ۵ | ۶ | ۷ | ۸ | ۹ | ۱۰ | ۱۱ | ۱۲ | ۱۳ | ۱۴ | ۱۵ | ۱۶ | ۱۷ | ۱۸ | ۱۹ | ۲۰ | ۲۱ | ۲۲ | ۲۳ | ۲۴ | ۲۵ | ۲۶ | ۲۷ | ۲۸ | ۲۹ | ۳۰ |
| ----- | -- | - | - | - | - | - | - | - | - | -- | -- | -- | -- | -- | -- | -- | -- | -- | -- | -- | -- | -- | -- | -- | -- | -- | -- | -- | -- | -- |
| زمین  | خ  | م | خ | م | خ | خ | م | خ | م | خ  | م  | خ  | م  | خ  | م  | م  | خ  | م  | خ  | م  | م  | خ  | م  | خ  | م  | خ  | م  | خ  | م  | خ  |
| نتیجه | ش  | پ | پ | ت | ت | پ | پ | ت | پ | ت  | پ  | ت  | پ  | ت  | ش  | ش  | پ  | پ  | پ  | پ  | ت  | پ  | پ  | پ  | پ  | پ  | ش  | ت  | پ  | پ  |
| وضعیت | ۱۶ | ۶ | ۲ | ۴ | ۶ | ۳ | ۲ | ۳ | ۲ | ۳  | ۲  | ۳  | ۲  | ۲  | ۴  | ۴  | ۴  | ۳  | ۳  | ۳  | ۳  | ۳  | ۲  | ۲  | ۲  | ۱  | ۳  | ۳  | ۳  | ۳  |

آخرین بروزرسانی: ۲۸ اردیبهشت ۱۴۰۲.
منبع: IPLstats worldfootball

زمین: م = مهمان، خ = خانه. نتیجه: ت = تساوی، ش = شکست، پ = پیروزی.

- بازیها براساس ترتیب برگزاری مرتب شده است.

#### نتایج کلی
پیروزی       تساوی       باخت
| تیم مقابل      | بازی خانگی | بازی بیرون از خانه | مجموع | درصد امتیازگیری | امتیاز کسب شده |
| -------------- | ---------- | ------------------ | ----- | --------------- | -------------- |
| سپاهان         | ۰–۲        | ۲–۱                | ۱–۴   | ۰٪              | ۰              |
| ملوان          | ۴–۰        | ۱–۳                | ۷–۱   | ۱۰۰٪            | ۶              |
| مس کرمان       | ۱–۰        | ۲–۳                | ۴–۲   | ۱۰۰٪            | ۶              |
| نفت م.س        | ۳–۱        | ۰–۰                | ۳–۱   | ۶۷٪             | ۴              |
| پیکان          | ۰–۰        | ۰–۲                | ۲–۰   | ۶۷٪             | ۴              |
| نساجی          | ۳–۱        | ۱–۱                | ۴–۲   | ۶۷٪             | ۴              |
| گل‌گهر          | ۲–۱        | ۱–۲                | ۴–۲   | ۱۰۰٪            | ۶              |
| فولاد          | ۱–۱        | ۰–۲                | ۳–۱   | ۶۷٪             | ۴              |
| ذوب‌آهن         | ۲–۰        | ۰–۱                | ۳–۰   | ۱۰۰٪            | ۶              |
| آلومینیوم اراک | ۰–۰        | ۰–۱                | ۱–۰   | ۶۷٪             | ۴              |
| هوادار         | ۶–۱        | ۰–۱                | ۷–۱   | ۱۰۰٪            | ۶              |
| پرسپولیس       | ۲–۲        | ۰–۱                | ۲–۳   | ۱۷٪             | ۱              |
| صنعت نفت       | ۱–۱        | ۰–۱                | ۲–۱   | ۶۷٪             | ۴              |
| مس رفسنجان     | ۰–۰        | ۱–۲                | ۱–۲   | ۶۷٪             | ۴              |
| تراکتور        | ۷–۱        | ۲–۰                | ۷–۳   | ۵۰٪             | ۳              |

- جدول بالا براساس ترتیب انجام بازیهای لیگ برتر مرتب شده است.

### جام حذفی
| ۲۲ دی ۱۴۰۱ ۱/۱۶ نهایی | استقلال                                                                                        | ۲–۱ (و.ا.)                      | تراکتور                                                   | تهران                                                                           |
| ۱۵:۰۰ IRST (UTC+۳:۳۰) | مهدی‌پور '۷۰ · مهری '۸۲ · یزدانی '۸۳ · حردانی '۸۹ · یامگا ۱۱۰' (پنالتی) · یامگا ۱۲۰+۲' (پنالتی) | line up ورزش سه فارس خلاصه بازی | هادی '۵۹ · قادری '۸۷ · اسدی ۹۳' · رضایی '۱۰۶ · محمدی '۱۱۹ | ورزشگاه: آزادی تماشاگران: بدون تماشاگر داور: کوپال ناظمی مرد مسابقه: کوین یامگا |
| یادداشت: لیست بازیکنان دو تیم برای بازی این بازی بدون حضور تماشاگر برگزار شد. هر دو خطای پنالتی بر روی مهدی قایدی اعلام شد. پنالتی دوم استقلال دو بار از سوی داور تکرار شد. |                                                                                                |                                 |                                                           |                                                                                 |

| ۱ اسفند ۱۴۰۱ ۱/۸ نهایی | استقلال                                     | ۲–۰                             | ملوان                                       | تهران                                                                            |
| ۱۵:۳۰ IRST (UTC+۳:۳۰) | مطهری ۷۴' · رمضانی ۷۹'، '۶+۹۰ · حامدی‌فر '۸۸ | line up ورزش سه فارس خلاصه بازی | عیدی '۳۲ '۵۲ · فداکار '۸۱ · رضایی تفضلی '۸۲ | ورزشگاه: آزادی تماشاگران: ۱۰/۰۰۰ نفر داور: پیام حیدری مرد مسابقه: ابوالفضل جلالی |
| یادداشت: لیست بازیکنان دو تیم برای بازی ریکاردو ساپینتو سرمربی تیم استقلال از نشستن بر روی نیمکت مربیگری محروم بود. مازیار زارع سرمربی تیم ملوان در دقیقه ۵۴ از داور کارت زرد گرفت. |                                             |                                 |                                             |                                                                                  |

| ۹ اردیبهشت ۱۴۰۲ ۱/۴ نهایی | پارس جنوبی                                                         | ۰–۱ (و.ا.)                      | استقلال                  | جم                                                      |
| ۱۷:۳۰ IRST (UTC+۳:۳۰) | هاشمی '۳+۴۵ · سینکی '۷۴ · موسوی '۱+۹۰ · تمیمی '۲+۱۲۰ · سوری '۴+۱۲۰ | lineups ورزش سه فارس خلاصه بازی | محبی '۱۵ · مهری '۸۰، ۹۷' | ورزشگاه: تختی جم تماشاگران: ۱۵/۰۰۰ نفر داور: احمد محمدی |
| یادداشت: لیست بازیکنان دو تیم برای بازی خطای پنالتی بر روی سعید مهری رخ داد. بهزاد غلامپور و خسرو حیدری از مربیان استقلال در دقیقه ۸۷ با کارت زرد جریمه شدند. |                                                                    |                                 |                          |                                                         |

### سوپر جام
سوپر جام فوتبال ایران در سال ۱۴۰۱ بین قهرمان لیگ برتر یعنی استقلال تهران و جام حذفی یعنی نساجی مازندران برگزار می‌شود. این مسابقه قبل از جام جهانی فوتبال ۲۰۲۲ و در ۱۱ آبان ماه ۱۴۰۱ تاریخ‌گذاری شد و ورزشگاه کرمان به عنوان میزبان سوپرجام معرفی گردید. همچنین قضاوت این دیدار را بیژن حیدری برعهده گرفت.  
| ۱۱ آبان ۱۴۰۱ نهایی | استقلال                                                       | ۱–۰                             | نساجی                   | کرمان                                                                                |
| ۱۶:۰۰ IRST (یوتی‌سی ۴:۳۰+) | سلمانی '۱۰ · مطهری ۵۱' · قایدی '۷۵ · یامگا '۸۷ · رضاوند '۱+۹۰ | line up ورزش سه فارس خلاصه بازی | کلانتری '۱۵ جانملکی '۷۱ | ورزشگاه: باهنر تماشاگران: بدون تماشاگر داور: بیژن حیدری مرد مسابقه: امیرارسلان مطهری |
| یادداشت: لیست بازیکنان دو تیم برای بازی این بازی با تصمیم شورای امنیت شهر کرمان بدون تماشاگر برگزار شد بهزاد غلامپور مربی دروازبانان استقلال در دقیقه ۴۳ کارت زرد گرفت. |                                                               |                                 |                         |                                                                                      |

## آمار

### عملکرد کلی تیم در فصل
آخرین به‌روزرسانی در: ۱۰ خرداد ۱۴۰۱

منبع: رقابت‌ها

### نمایش بازیکنان
| نمایش کلی بازیکنان استقلال در فصل ۰۲–۱۴۰۱ | نمایش کلی بازیکنان استقلال در فصل ۰۲–۱۴۰۱ | نمایش کلی بازیکنان استقلال در فصل ۰۲–۱۴۰۱ | نمایش کلی بازیکنان استقلال در فصل ۰۲–۱۴۰۱ | نمایش کلی بازیکنان استقلال در فصل ۰۲–۱۴۰۱ | نمایش کلی بازیکنان استقلال در فصل ۰۲–۱۴۰۱ | نمایش کلی بازیکنان استقلال در فصل ۰۲–۱۴۰۱ | نمایش کلی بازیکنان استقلال در فصل ۰۲–۱۴۰۱ | نمایش کلی بازیکنان استقلال در فصل ۰۲–۱۴۰۱ | نمایش کلی بازیکنان استقلال در فصل ۰۲–۱۴۰۱ | نمایش کلی بازیکنان استقلال در فصل ۰۲–۱۴۰۱ | نمایش کلی بازیکنان استقلال در فصل ۰۲–۱۴۰۱ | نمایش کلی بازیکنان استقلال در فصل ۰۲–۱۴۰۱ | نمایش کلی بازیکنان استقلال در فصل ۰۲–۱۴۰۱ | نمایش کلی بازیکنان استقلال در فصل ۰۲–۱۴۰۱ | نمایش کلی بازیکنان استقلال در فصل ۰۲–۱۴۰۱ | نمایش کلی بازیکنان استقلال در فصل ۰۲–۱۴۰۱ |
| شماره                                     | پُست                                       | بازیکنان                                  | لیگ برتر                                  | لیگ برتر                                  | لیگ برتر                                  | جام حذفی                                  | جام حذفی                                  | جام حذفی                                  | سوپر جام                                  | سوپر جام                                  | سوپر جام                                  | مجموع                                     | مجموع                                     | مجموع                                     | کارت                                      | کارت                                      |
| شماره                                     | پُست                                       | بازیکنان                                  | بازی                                      | زمان                                      | کارت زرد                                  | بازی                                      | زمان                                      | کارت زرد                                  | بازی                                      | زمان                                      | کارت زرد                                  | بازی                                      | زمان                                      | کارت زرد                                  | کارت زرد دوم و اخراج                      | کارت قرمز مستقیم                          |
| ----------------------------------------- | ----------------------------------------- | ----------------------------------------- | ----------------------------------------- | ----------------------------------------- | ----------------------------------------- | ----------------------------------------- | ----------------------------------------- | ----------------------------------------- | ----------------------------------------- | ----------------------------------------- | ----------------------------------------- | ----------------------------------------- | ----------------------------------------- | ----------------------------------------- | ----------------------------------------- | ----------------------------------------- |
| ۱                                         | دروازه‌بان                                 | حسین حسینی                                | ۲۵                                        | ۲۲۵۰                                      | ۳                                         | ۵                                         | ۵۴۰                                       | ۰                                         | ۱                                         | ۹۰                                        | ۰                                         | ۳۱                                        | ۲۸۸۰                                      | ۳                                         |                                           |                                           |
| ۲                                         | مدافع                                     | صالح حردانی                               | ۲۲                                        | ۱۰۵۲                                      | ۵                                         | ۵                                         | ۴۰۳                                       | ۰                                         | ۱                                         | ۱۲                                        | ۰                                         | ۲۸                                        | ۱۴۶۷                                      | ۵                                         |                                           |                                           |
| ۳                                         | مدافع                                     | م.ح مرادمند                               | ۸                                         | ۵۷۵                                       | ۰                                         | ۲                                         | ۲۱۹                                       | ۰                                         | ۱                                         | ۱                                         | ۰                                         | ۱۱                                        | ۷۹۵                                       | ۰                                         |                                           |                                           |
| ۴                                         | هافبک                                     | روزبه چشمی                                | ۲۷                                        | ۲۲۱۹                                      | ۷                                         | ۵                                         | ۴۸۱                                       | ۰                                         | ۱                                         | ۹۰                                        | ۰                                         | ۳۳                                        | ۲۷۹۰                                      | ۷                                         |                                           | ۱                                         |
| ۵                                         | مدافع                                     | عارف غلامی                                | ۲۲                                        | ۱۹۶۹                                      | ۲                                         | ۳                                         | ۱۹۷                                       | ۰                                         | ۱                                         | ۹۰                                        | ۰                                         | ۲۶                                        | ۲۲۵۶                                      | ۲                                         |                                           |                                           |
| ۷                                         | مدافع                                     | سیاوش یزدانی                              | ۴                                         | ۳۳۲                                       | ۰                                         | ۱                                         | ۱۲۰                                       | ۰                                         | ۰                                         | ۰                                         | ۰                                         | ۵                                         | ۴۵۲                                       | ۰                                         |                                           |                                           |
| ۸                                         | هافبک                                     | سعید مهری                                 | ۲۷                                        | ۱۶۴۱                                      | ۹                                         | ۴                                         | ۴۱۳                                       | ۰                                         | ۱                                         | ۱۲                                        | ۰                                         | ۳۲                                        | ۲۰۶۶                                      | ۹                                         |                                           |                                           |
| ۹                                         | هافبک                                     | مهدی مهدی‌پور                              | ۱۹                                        | ۱۴۱۱                                      | ۴                                         | ۳                                         | ۲۴۹                                       | ۰                                         | ۱                                         | ۷۸                                        | ۰                                         | ۲۳                                        | ۱۷۳۸                                      | ۴                                         |                                           |                                           |
| ۱۰                                        | مهاجم                                     | سجاد شهباززاده                            | ۱۶                                        | ۴۳۶                                       | ۰                                         | ۳                                         | ۶۴                                        | ۰                                         | ۰                                         | ۰                                         | ۰                                         | ۱۹                                        | ۵۰۰                                       | ۰                                         |                                           |                                           |
| ۱۱                                        | هافبک                                     | کوین یامگا                                | ۲۶                                        | ۲۲۱۸                                      | ۴                                         | ۲                                         | ۲۰۹                                       | ۰                                         | ۱                                         | ۹۰                                        | ۱                                         | ۲۹                                        | ۲۵۱۷                                      | ۵                                         |                                           |                                           |
| ۱۴                                        | هافبک                                     | زبیر نیک‌نفس                               | ۱۷                                        | ۶۸۱                                       | ۲                                         | ۳                                         | ۱۳۴                                       | ۰                                         | ۰                                         | ۰                                         | ۰                                         | ۲۰                                        | ۸۱۵                                       | ۲                                         |                                           |                                           |
| ۱۷                                        | مدافع                                     | جعفر سلمانی                               | ۲۹                                        | ۲۰۱۶                                      | ۱                                         | ۴                                         | ۳۹۷                                       | ۰                                         | ۱                                         | ۷۸                                        | ۱                                         | ۳۴                                        | ۲۴۹۱                                      | ۲                                         |                                           |                                           |
| ۱۸                                        | مهاجم                                     | پیمان بابایی                              | ۲۵                                        | ۱۰۳۵                                      | ۴                                         | ۴                                         | ۲۰۱                                       | ۰                                         | ۱                                         | ۱۲                                        | ۰                                         | ۳۰                                        | ۱۲۴۸                                      | ۴                                         |                                           |                                           |
| ۱۹                                        | مهاجم                                     | رضا میرزایی                               | ۲۰                                        | ۵۴۴                                       | ۲                                         | ۲                                         | ۷۶                                        | ۰                                         | ۱                                         | ۱                                         | ۰                                         | ۲۳                                        | ۶۲۱                                       | ۲                                         |                                           |                                           |
| ۲۰                                        | مهاجم                                     | مهدی قایدی                                | ۲۹                                        | ۲۰۴۸                                      | ۲                                         | ۵                                         | ۴۶۳                                       | ۰                                         | ۱                                         | ۸۹                                        | ۱                                         | ۳۵                                        | ۲۶۰۰                                      | ۳                                         |                                           |                                           |
| ۲۳                                        | مهاجم                                     | آرمان رمضانی                              | ۱۵                                        | ۱۷۷                                       | ۱                                         | ۴                                         | ۱۴۳                                       | ۰                                         | ۰                                         | ۰                                         | ۰                                         | ۱۹                                        | ۳۲۰                                       | ۱                                         |                                           |                                           |
| ۲۶                                        | هافبک                                     | امید حامدی‌فر                              | ۱۰                                        | ۲۲۱                                       | ۱                                         | ۳                                         | ۴۷                                        | ۰                                         | ۰                                         | ۰                                         | ۰                                         | ۱۳                                        | ۲۶۸                                       | ۱                                         |                                           |                                           |
| ۳۰                                        | هافبک                                     | عزیزبک امانوف                             | ۱                                         | ۳                                         | ۰                                         | ۰                                         | ۰                                         | ۰                                         | ۰                                         | ۰                                         | ۰                                         | ۱                                         | ۳                                         | ۰                                         |                                           |                                           |
| ۳۳                                        | مدافع                                     | ابوالفضل جلالی                            | ۱۵                                        | ۶۰۹                                       | ۱                                         | ۳                                         | ۱۶۰                                       | ۰                                         | ۰                                         | ۰                                         | ۰                                         | ۱۸                                        | ۷۶۹                                       | ۱                                         |                                           |                                           |
| ۵۵                                        | مدافع                                     | رافائل سیلوا                              | ۲۷                                        | ۲۳۴۹                                      | ۵                                         | ۵                                         | ۴۶۵                                       | ۰                                         | ۱                                         | ۹۰                                        | ۰                                         | ۳۳                                        | ۲۹۰۴                                      | ۵                                         |                                           |                                           |
| ۷۲                                        | مهاجم                                     | ارسلان مطهری                              | ۲۳                                        | ۱۳۸۱                                      | ۲                                         | ۵                                         | ۲۹۳                                       | ۰                                         | ۱                                         | ۷۸                                        | ۰                                         | ۲۹                                        | ۱۷۵۲                                      | ۲                                         |                                           |                                           |
| ۷۷                                        | هافبک                                     | محمد محبی                                 | ۲۸                                        | ۲۱۱۸                                      | ۶                                         | ۵                                         | ۳۳۶                                       | ۰                                         | ۱                                         | ۹۰                                        | ۰                                         | ۳۴                                        | ۲۵۴۴                                      | ۶                                         |                                           |                                           |
| ۸۰                                        | هافبک                                     | محمدحسین زواری                            | ۴                                         | ۴۸                                        | ۰                                         | ۱                                         | ۱۴                                        | ۰                                         | ۰                                         | ۰                                         | ۰                                         | ۵                                         | ۶۲                                        | ۰                                         |                                           |                                           |
| ۸۸                                        | هافبک                                     | آرش رضاوند                                | ۲۶                                        | ۱۷۶۹                                      | ۱                                         | ۴                                         | ۳۱۶                                       | ۰                                         | ۱                                         | ۹۰                                        | ۱                                         | ۳۱                                        | ۲۱۷۵                                      | ۲                                         |                                           |                                           |
| ۹۰                                        | دروازه‌بان                                 | سینا سعیدی‌فر                              | ۲                                         | ۱۳۵                                       | ۰                                         | ۰                                         | ۰                                         | ۰                                         | ۰                                         | ۰                                         | ۰                                         | ۲                                         | ۱۳۵                                       | ۰                                         |                                           |                                           |
| ۹۸                                        | دروازه‌بان                                 | علیرضا رضایی                              | ۴                                         | ۳۱۵                                       | ۰                                         | ۰                                         | ۰                                         | ۰                                         | ۰                                         | ۰                                         | ۰                                         | ۴                                         | ۳۱۵                                       | ۰                                         |                                           |                                           |
| ۹۹                                        | مهاجم                                     | امیرعلی صادقی                             | ۵                                         | ۱۲۵                                       | ۰                                         | ۰                                         | ۰                                         | ۰                                         | ۰                                         | ۰                                         | ۰                                         | ۵                                         | ۱۲۵                                       | ۰                                         |                                           |                                           |

اعداد آبی رنگ: تعداد حضور در ترکیب اصلی استقلال
منبع: IPLstats Esteghlal TEH - IPLstats Matches played

### گلزنان
| رتبه       | پست        | ش          | ملیت       | نام              | لیگ | حذفی | سوپرجام | مجموع |
| ---------- | ---------- | ---------- | ---------- | ---------------- | --- | ---- | ------- | ----- |
|            | مهاجم      | ۲۰         | ایران      | مهدی قایدی       | ۱۲  |      |         | ۱۲    |
|            | هافبک      | ۷۷         | ایران      | محمد محبی        | ۸   | ۲    |         | ۱۰    |
|            | هافبک      | ۱۱         | فرانسه     | کوین یامگا       | ۷   | ۲    |         | ۹     |
|            | مهاجم      | ۷۲         | ایران      | امیرارسلان مطهری | ۴   | ۱    | ۱       | ۶     |
|            | هافبک      | ۸۸         | ایران      | آرش رضاوند       | ۳   | ۱    |         | ۴     |
|            | مدافع      | ۳          | ایران      | محمدحسین مرادمند | ۲   | ۱    |         | ۳     |
|            | مدافع      | ۴          | ایران      | روزبه چشمی       | ۲   |      |         | ۲     |
|            | مهاجم      | ۱۸         | ایران      | پیمان بابایی     | ۲   |      |         | ۲     |
|            | مدافع      | ۱۷         | ایران      | جعفر سلمانی      | ۲   |      |         | ۲     |
|            | هافبک      | ۸          | ایران      | سعید مهری        | ۱   | ۱    |         | ۲     |
|            | هافبک      | ۹          | ایران      | مهدی مهدی‌پور     | ۱   |      |         | ۱     |
|            | مدافع      | ۵          | ایران      | عارف غلامی       | ۱   |      |         | ۱     |
|            | مدافع      | ۲          | ایران      | صالح حردانی      | ۱   |      |         | ۱     |
|            | مدافع      | ۳۳         | ایران      | ابوالفضل جلالی   | ۱   |      |         | ۱     |
|            | مدافع      | ۱۹         | ایران      | رضا میرزایی      | ۱   |      |         | ۱     |
|            | دروازه‌بان  | ۱          | ایران      | حسین حسینی       | ۱   |      |         | ۱     |
|            | مهاجم      | ۲۳         | ایران      | آرمان رمضانی     | ۰   | ۱    |         | ۱     |
| گل به خودی | گل به خودی | گل به خودی | گل به خودی | گل به خودی       | ۳   | ۱    | -       | ۴     |
| مجموع      | مجموع      | مجموع      | مجموع      | مجموع            | ۵۲  | ۱۰   | ۱       | ۶۳    |

### پاس‌گل دهندگان
| رتبه  | پست       | ش     | ملیت   | نام              | لیگ | حذفی | سوپرجام | مجموع |
| ----- | --------- | ----- | ------ | ---------------- | --- | ---- | ------- | ----- |
|       | هافبک     | ۸۸    | ایران  | آرش رضاوند       | ۶   |      |         | ۶     |
|       | هافبک     | ۷۷    | ایران  | محمد محبی        | ۵   |      |         | ۵     |
|       | مهاجم     | ۲۰    | ایران  | مهدی قایدی       | ۴   |      |         | ۴     |
|       | مهاجم     | ۱۱    | فرانسه | کوین یامگا       | ۳   |      |         | ۳     |
|       | مهاجم     | ۱۸    | ایران  | پیمان بابایی     | ۳   |      |         | ۳     |
|       | مهاجم     | ۷۲    | ایران  | امیرارسلان مطهری | ۲   | ۱    |         | ۳     |
|       | هافبک     | ۸     | ایران  | سعید مهری        | ۲   | ۱    |         | ۳     |
|       | هافبک     | ۹     | ایران  | مهدی مهدی‌پور     | ۲   |      | ۱       | ۳     |
|       | هافبک     | ۱۷    | ایران  | جعفر سلمانی      | ۲   |      |         | ۲     |
|       | مدافع     | ۳     | ایران  | محمدحسین مرادمند | ۱   |      |         | ۱     |
|       | هافبک     | ۱۹    | ایران  | رضا میرزایی      | ۱   |      |         | ۱     |
|       | مدافع     | ۵۵    | برزیل  | رافائل سیلوا     | ۱   |      |         | ۱     |
|       | هافبک     | ۴     | ایران  | روزبه چشمی       | ۱   |      |         | ۱     |
|       | مهاجم     | ۲۳    | ایران  | آرمان رمضانی     | ۱   |      |         | ۱     |
|       | دروازه‌بان | ۱     | ایران  | سید حسین حسینی   | ۱   |      |         | ۱     |
|       | هافبک     | ۲۵    | ایران  | امید حامدی‌فر     | ۱   |      |         | ۱     |
|       | مدافع     | ۳۳    | ایران  | ابوالفضل جلالی   |     | ۱    |         | ۱     |
|       | هافبک     | ۱۴    | ایران  | زبیر نیک‌نفس      |     | ۱    |         | ۱     |
|       | مهاجم     | ۱۰    | ایران  | سجاد شهباززاده   |     | ۱    |         | ۱     |
| مجموع | مجموع     | مجموع | مجموع  | مجموع            | ۳۶  | ۵    | ۱       | ۴۲    |

### عملکرد دروازه‌بان‌ها
|       |              | لیگ برتر | لیگ برتر | لیگ برتر | جام حذفی | جام حذفی | جام حذفی | سوپرجام | سوپرجام | سوپرجام | مجموع | مجموع   | مجموع |
| رتبه  | نام          | بازی     | گل‌خورده  | ک‌ش       | بازی     | گل‌خورده  | ک‌ش       | بازی    | گل‌خورده | ک‌ش      | بازی  | گل‌خورده | ک‌ش    |
| ----- | ------------ | -------- | -------- | -------- | -------- | -------- | -------- | ------- | ------- | ------- | ----- | ------- | ----- |
| ۱     | حسین حسینی   | ۲۵       | ۱۶       | ۱۲       | ۵        | ۳        | ۳        | ۱       | ۰       | ۱       | ۳۱    | ۱۹      | ۱۶    |
| ۲     | علیرضا رضایی | ۴        | ۴        | ۱        | ۰        | ۰        | ۰        | ۰       | ۰       | ۰       | ۴     | ۴       | ۱     |
| ۳     | سینا سعیدی‌فر | ۲        | ۲        | ۰        | ۰        | ۰        | ۰        | ۰       | ۰       | ۰       | ۲     | ۲       | ۰     |
| مجموع | مجموع        | ۳۱       | ۲۲       | ۱۳       | ۵        | ۳        | ۳        | ۱       | ۰       | ۱       | ۳۷    | ۲۵      | ۱۷    |

### کاپیتان‌های فصل
| کاپیتان‌های استقلال در فصل۱۴۰۲–۱۴۰۱ | کاپیتان‌های استقلال در فصل۱۴۰۲–۱۴۰۱ | کاپیتان‌های استقلال در فصل۱۴۰۲–۱۴۰۱ | کاپیتان‌های استقلال در فصل۱۴۰۲–۱۴۰۱ | کاپیتان‌های استقلال در فصل۱۴۰۲–۱۴۰۱ | کاپیتان‌های استقلال در فصل۱۴۰۲–۱۴۰۱ |
| رده                                | نام                                | لیگ برتر                           | جام حذفی                           | سوپر جام                           | جمع                                |
| ---------------------------------- | ---------------------------------- | ---------------------------------- | ---------------------------------- | ---------------------------------- | ---------------------------------- |
| ۱                                  | سید حسین حسینی                     | ۲۵                                 | ۵                                  | ۱                                  | ۳۱                                 |
| ۲                                  | روزبه چشمی                         | ۴                                  | ۰                                  | ۰                                  | ۴                                  |
| ۳                                  | سیاوش یزدانی                       | ۱                                  | ۰                                  | ۰                                  | ۱                                  |
| ۴                                  | مهدی قایدی                         | ۰ (۱)                              | ۰                                  | ۰                                  | ۰                                  |

* عددهای آبی رنگ: نشان دفعاتی است که آن بازیکن پس از تعویض کاپیتان اول، کاپیتان شده‌است و این کاپیتانی‌ها در ستون جمع محاسبه نشده‌است.

### گل‌های لیگ برتر بر حسب شش بازه زمانی
| بازه زمانی     | گل زده | بازه زمانی     | گل خورده |
| -------------- | ------ | -------------- | -------- |
| ۱۵ دقیقه اول   | ۴      | ۱۵ دقیقه اول   | ۱        |
| ۱۵ دقیقه دوم   | ۵      | ۱۵ دقیقه دوم   | ۴        |
| ۱۵ دقیقه سوم   | ۵      | ۱۵ دقیقه سوم   | ۱        |
| اضافی نیمه اول | ۱      | اضافی نیمه اول | ۰        |
| جمع نیمه اول   | ۱۵     | جمع نیمه اول   | ۶        |
| ۱۵ دقیقه چهارم | ۹      | ۱۵ دقیقه چهارم | ۷        |
| ۱۵ دقیقه پنجم  | ۹      | ۱۵ دقیقه پنجم  | ۳        |
| ۱۵ دقیقه ششم   | ۱۲     | ۱۵ دقیقه ششم   | ۳        |
| اضافی نیمه دوم | ۷      | اضافی نیمه دوم | ۳        |
| جمع نیمه دوم   | ۳۷     | جمع نیمه دوم   | ۱۶       |

تاریخ به روز رسانی: ۲۸ اردیبهشت ۱۴۰۲
منبع : IPLstats Goals for/against

### رتبه هفتگی استقلال در جدول

تاریخ به روز رسانی: ۲۸ اردیبهشت ۱۴۰۲ - هفته سی‌ام

## گزارش تصویری
| هفته | تاریخ بازی       | شهر               | لینک اول                                | لینک دوم |
| ۱    | ۲۱ مرداد ۱۴۰۱    | تهران، ایران      | گزارش تصویری استقلال ۰–۲ سپاهان         | لینک دوم |
| ۲    | ۲۷ مرداد ۱۴۰۱    | انزلی، ایران      | گزارش تصویری ملوان ۱–۳ استقلال          | لینک دوم |
| ۳    | ۳ شهریور ۱۴۰۱    | تهران، ایران      | گزارش تصویری استقلال ۱–۰ مس کرمان       | لینک دوم |
| ۳    | ۳ شهریور ۱۴۰۱    | تهران، ایران      | اولین حضور زنان در ورزشگاه آزادی        | لینک دوم |
| ۴    | ۸ شهریور ۱۴۰۱    | مسجدسلیمان، ایران | گزارش تصویری نفت م.س ۰–۰ استقلال        | لینک دوم |
| ۵    | ۱۵ شهریور ۱۴۰۱   | تهران، ایران      | گزارش تصویری استقلال ۰–۰ پیکان          | لینک دوم |
| ۶    | ۱۹ شهریور ۱۴۰۱   | تهران، ایران      | گزارش تصویری استقلال ۳–۱ نساجی          | لینک دوم |
| ۷    | ۹ مهر ۱۴۰۱       | سیرجان، ایران     | گزارش تصویری گل‌گهر ۱–۲ استقلال          | لینک دوم |
| ۸    | ۱۵ مهر ۱۴۰۱      | تهران، ایران      | گزارش تصویری استقلال ۱–۱ فولاد خوزستان  | لینک دوم |
| ۹    | ۲۲ مهر ۱۴۰۱      | ب، ایران          | گزارش تصویری ذوب‌آهن ۰–۱ استقلال         | لینک دوم |
| ۱۰   | ۲۹ مهر ۱۴۰۱      | تهران، ایران      | گزارش تصویری استقلال ۰–۰ آلومینیوم اراک | لینک دوم |
| ۱۱   | ۶ آبان ۱۴۰۱      | تهران، ایران      | گزارش تصویری هوادار ۰–۱ استقلال         | لینک دوم |
| ۱۲   | ۲۹ آذر ۱۴۰۱      | تهران، ایران      | گزارش تصویری استقلال ۲–۲ پرسپولیس       | لینک دوم |
| ۱۳   | ۴ دی ۱۴۰۱        | آبادان، ایران     | گزارش تصویری صنعت نفت ۰–۱ استقلال       | لینک دوم |
| ۱۴   | ۹ دی ۱۴۰۱        | تهران، ایران      | گزارش تصویری استقلال ۰–۰ مس رفسنجان     | لینک دوم |
| ۱۵   | ۱۶ دی ۱۴۰۱       | تبریز، ایران      | گزارش تصویری تراکتور ۲–۰ استقلال        | لینک دوم |
| ۱۶   | ۲۹ دی ۱۴۰۱       | اصفهان، ایران     | گزارش تصویری سپاهان ۲–۱ استقلال         | لینک دوم |
| ۱۷   | ۶ بهمن ۱۴۰۱      | تهران، ایران      | گزارش تصویری استقلال ۴–۰ ملوان          | لینک دوم |
| ۱۸   | ۱۳ بهمن ۱۴۰۱     | کرمان، ایران      | گزارش تصویری مس کرمان ۲–۲ استقلال       | لینک دوم |
| ۱۹   | ۱۸ بهمن ۱۴۰۱     | تهران، ایران      | گزارش تصویری استقلال ۳–۱ نفت م.س        | لینک دوم |
| ۲۰   | ۲۴ بهمن ۱۴۰۱     | تهران، ایران      | گزارش تصویری پیکان ۰–۲ استقلال          | لینک دوم |
| ۲۱   | ۹ اسفند ۱۴۰۱     | قائم‌شهر، ایران    | گزارش تصویری نساجی ۱–۱ استقلال          | لینک دوم |
| ۲۲   | ۱۵ اسفند ۱۴۰۱    | تهران، ایران      | گزارش تصویری استقلال ۲–۱ گل‌گهر سیرجان   | لینک دوم |
| ۲۳   | ۲۱ اسفند ۱۴۰۱    | اهواز، ایران      | گزارش تصویری فولاد خوزستان ۰–۲ استقلال  | لینک دوم |
| ۲۴   | ۱۱ فروردین ۱۴۰۲  | تهران، ایران      | گزارش تصویری استقلال ۲–۰ ذوب‌آهن         | لینک دوم |
| ۲۵   | ۱۸ فروردین ۱۴۰۲  | اراک، ایران       | گزارش تصویری آلومینیوم اراک ۰–۱ استقلال | لینک دوم |
| ۲۶   | ۲۶ فروردین ۱۴۰۲  | تهران، ایران      | گزارش تصویری استقلال ۶–۱ هوادار         | لینک دوم |
| ۲۷   | ۳ اردیبهشت ۱۴۰۲  | تهران، ایران      | گزارش تصویری پرسپولیس ۱–۰ استقلال       | لینک دوم |
| ۲۸   | ۱۵ اردیبهشت ۱۴۰۲ | تهران، ایران      | گزارش تصویری استقلال ۱–۱ نفت آبادان     | لینک دوم |
| ۲۹   | ۲۲ اردیبهشت ۱۴۰۲ | رفسنجان، ایران    | گزارش تصویری مس رفسنجان ۱–۲ استقلال     | لینک دوم |
| ۳۰   | ۲۸ اردیبهشت ۱۴۰۲ | تهران، ایران      | گزارش تصویری استقلال ۷–۱ تراکتور        | لینک دوم |

| مرحله      | تاریخ بازی      | شهر          | لینک اول                               | لینک دوم |
| ۱/۱۶ نهایی | ۲۲ دی ۱۴۰۱      | تهران، ایران | گزارش تصویری استقلال ۲–۱ تراکتور تبریز | لینک دوم |
| ۱/۸ نهایی  | ۱ اسفند ۱۴۰۱    | تهران، ایران | گزارش تصویری استقلال ۲–۰ ملوان انزلی   | لینک دوم |
| ۱/۴ نهایی  | ۹ اردیبهشت ۱۴۰۲ | جم، ایران    | گزارش تصویری پارس جنوبی ۰–۱ استقلال    | لینک دوم |
| نیمه‌نهایی  | ۳ خرداد ۱۴۰۲    | تهران، ایران | گزارش تصویری استقلال ۴–۰ نساجی         | لینک دوم |
| فینال      | ۱۰ خرداد ۱۴۰۲   | تهران، ایران | گزارش تصویری استقلال ۱–۲ پرسپولیس      | لینک دوم |

| مرحله      | تاریخ بازی   | شهر          | لینک اول                               | لینک دوم |
| بازی نهایی | ۱۱ آبان ۱۴۰۱ | کرمان، ایران | گزارش تصویری استقلال ۱–۰ نساجی         | لینک دوم |
| بازی نهایی | ۱۱ آبان ۱۴۰۱ | کرمان، ایران | گزارش تصویری اهدای جام قهرمانی استقلال | لینک دوم |

## مصدومان فصل
| مصدومان استقلال در فصل ۰۲–۱۴۰۱ | مصدومان استقلال در فصل ۰۲–۱۴۰۱ | مصدومان استقلال در فصل ۰۲–۱۴۰۱ | مصدومان استقلال در فصل ۰۲–۱۴۰۱ | مصدومان استقلال در فصل ۰۲–۱۴۰۱ | مصدومان استقلال در فصل ۰۲–۱۴۰۱ |
| رده                            | نام                            | بازی                           | تاریخ مصدومیت                  | پایان مصدومیت                  | نوع مصدومیت                    |
| ------------------------------ | ------------------------------ | ------------------------------ | ------------------------------ | ------------------------------ | ------------------------------ |
| ۱                              | سبحان خاقانی                   | تمرینات                        | ۲۱ تیر ۱۴۰۱                    | ۲۰ اسفند ۱۴۰۱                  | پارگی رباط صلیبی               |
| ۲                              | صالح حردانی                    | هوادار (دوستانه)               | ۱۴ مرداد ۱۴۰۱                  | ۲۴ مرداد ۱۴۰۱                  | ورم مچ پا                      |
| ۳                              | زبیر نیک‌نفس                    | تمرینات                        | ۲۴ مرداد ۱۴۰۱                  | ۱۰ شهریور ۱۴۰۱                 | کشاله ران                      |
| ۴                              | آرمان رمضانی                   | نفت م.س                        | ۸ شهریور ۱۴۰۱                  | ۱۵ آذر ۱۴۰۱                    | کمر                            |
| ۵                              | پیمان بابایی                   | نساجی                          | ۱۹ شهریور ۱۴۰۱                 | ۳ مهر ۱۴۰۱                     | پا                             |
| ۶                              | عارف غلامی                     | هوادار (دوستانه)               | ۹ آذر ۱۴۰۱                     | ۲۰ دی ۱۴۰۱                     | همسترینگ                       |
| ۷                              | ابوالفضل جلالی                 | آمریکا (جام جهانی)             | ۹ آذر ۱۴۰۱                     | ۲۰ دی ۱۴۰۱                     | زانو                           |
| ۸                              | آرش رضاوند                     | پرسپولیس                       | ۲۹ آذر ۱۴۰۱                    | ۲۱ دی ۱۴۰۱                     | رباط داخلی زانو                |
| ۹                              | حسین حسینی                     | تراکتور (حذفی)                 | ۲۲ دی ۱۴۰۱                     | ۲۴ بهمن ۱۴۰۱                   | کمر                            |
| ۱۰                             | مهدی مهدی‌پور                   | تمرینات                        | ۲۸ دی ۱۴۰۱                     | ۱۸ اسفند ۱۴۰۱                  | ماهیچه دوقلوی پا               |
| ۱۱                             | علیرضا رضایی                   | نفت مسجدسلیمان                 | ۱۸ بهمن ۱۴۰۱                   | ۲۰ اردیبهشت ۱۴۰۲               | عضله چهارسرران                 |
| ۱۲                             | کوین یامگا                     | پرسپولیس                       | ۳ اردیبهشت ۱۴۰۲                |                                | کشاله ران                      |
| ۱۳                             | روزبه چشمی                     | نفت آبادان                     | ۱۵ اردیبهشت ۱۴۰۲               | ۲۴ اردیبهشت ۱۴۰۲               | انگشت دست                      |

تاریخ به روز رسانی: ۲۹ اردیبهشت ۱۴۰۲

## یادداشت
1. ↑  با قابلیت تمدید به مدت یک فصل دیگر در صورت رضایت طرفین
2. ↑  مبلغ این انتقال ۶۰۰ هزار دلار است که ۴۵۰ هزار دلار آن طلب استقلال از الاهلی بابت ترانسفر فصل قبل قایدی می‌باشد و در واقع باشگاه استقلال ۱۵۰ هزار دلار از جیب پرداخت خواهد کرد.